# 森林破壊

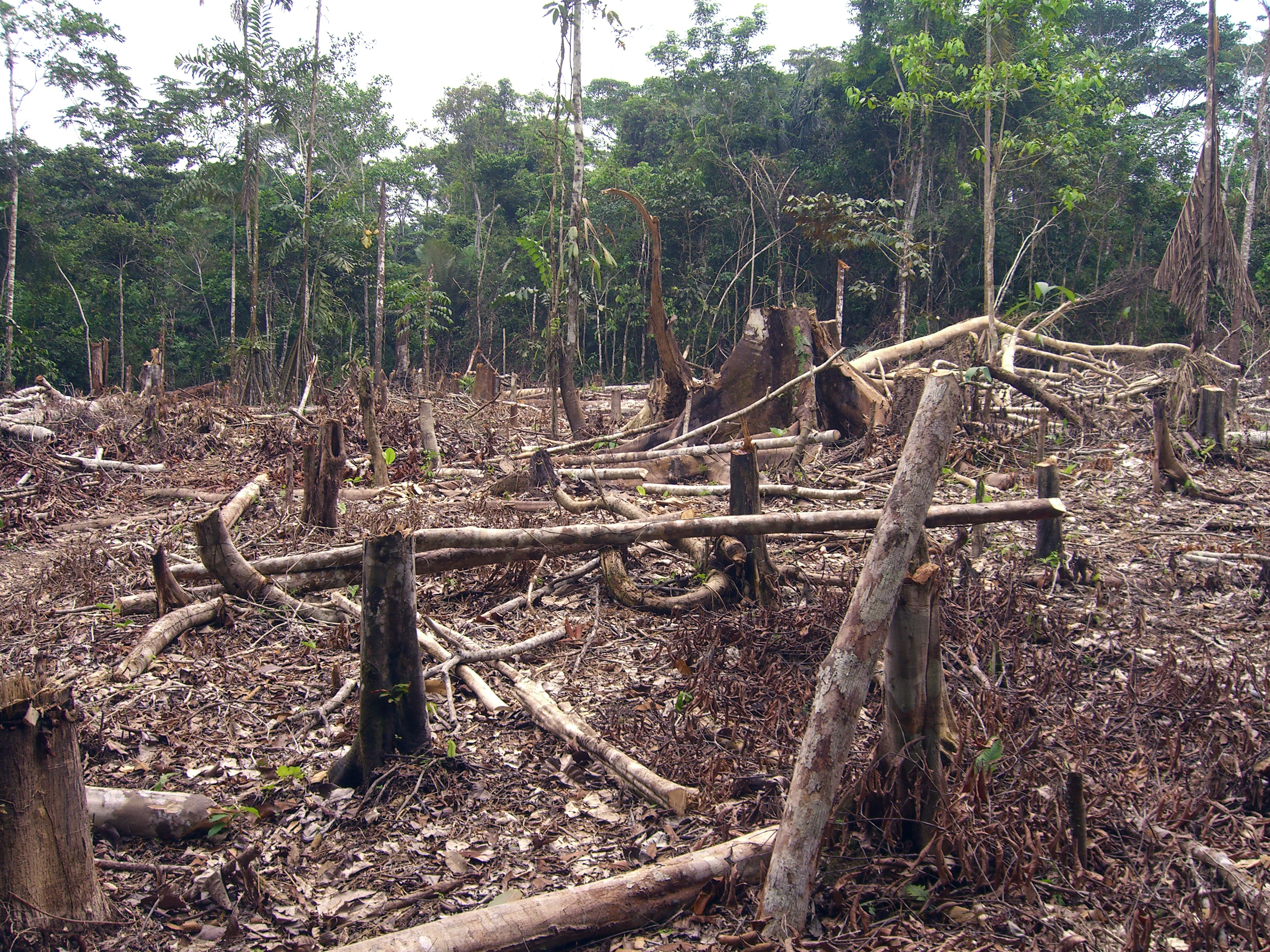
破壊された森林

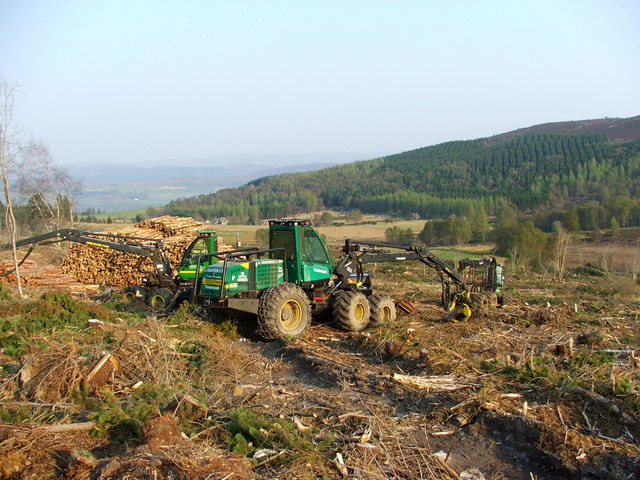
重機による開発

森林破壊（しんりんはかい）とは、自然の回復力を超える樹木の伐採により森林が減少もしくは存在しなくなる状況を指す。国連食糧農業機関の統計によれば、全世界の森林面積は1990年には4,236,433,000haであったが、2020年には4,058,931,000haとなった。すなわち、この間に177,502,000haの森林が消滅した（全世界の4.1%にあたる）。
森林面積の変化は地域の差がある。東アジアは増加、ヨーロッパは微増、しかし東南アジアやアフリカや南アメリカでは大きく減少している。すなわち、熱帯雨林の森林減少が地球規模で進行している。
熱帯の森林破壊の大部分を引き起こしているのは、牛肉、大豆、パーム油、木製品の4つの商品であり、これらのうち最大の影響力を持っているのは牛肉である。牧畜のための牧草地拡大は森林破壊の主な要因であり、皆伐の80%に関係している。2021年9月の国連食料システムサミット準備ミーティングでは、一部アマゾンなどで牧畜や家畜飼料作物栽培のために行われている熱帯雨林の伐採を止める必要があることについて多数の参加者から発言があった。
日本は森林の割合（森林率）が国土の68.9%を占め、森林大国と言われる（森林大国として名高いカナダでも森林の比率は45.3%）。ただし、人口が多いため、一人当たりの森林蓄積量は世界平均の6分の1ほどである。

## 問題点

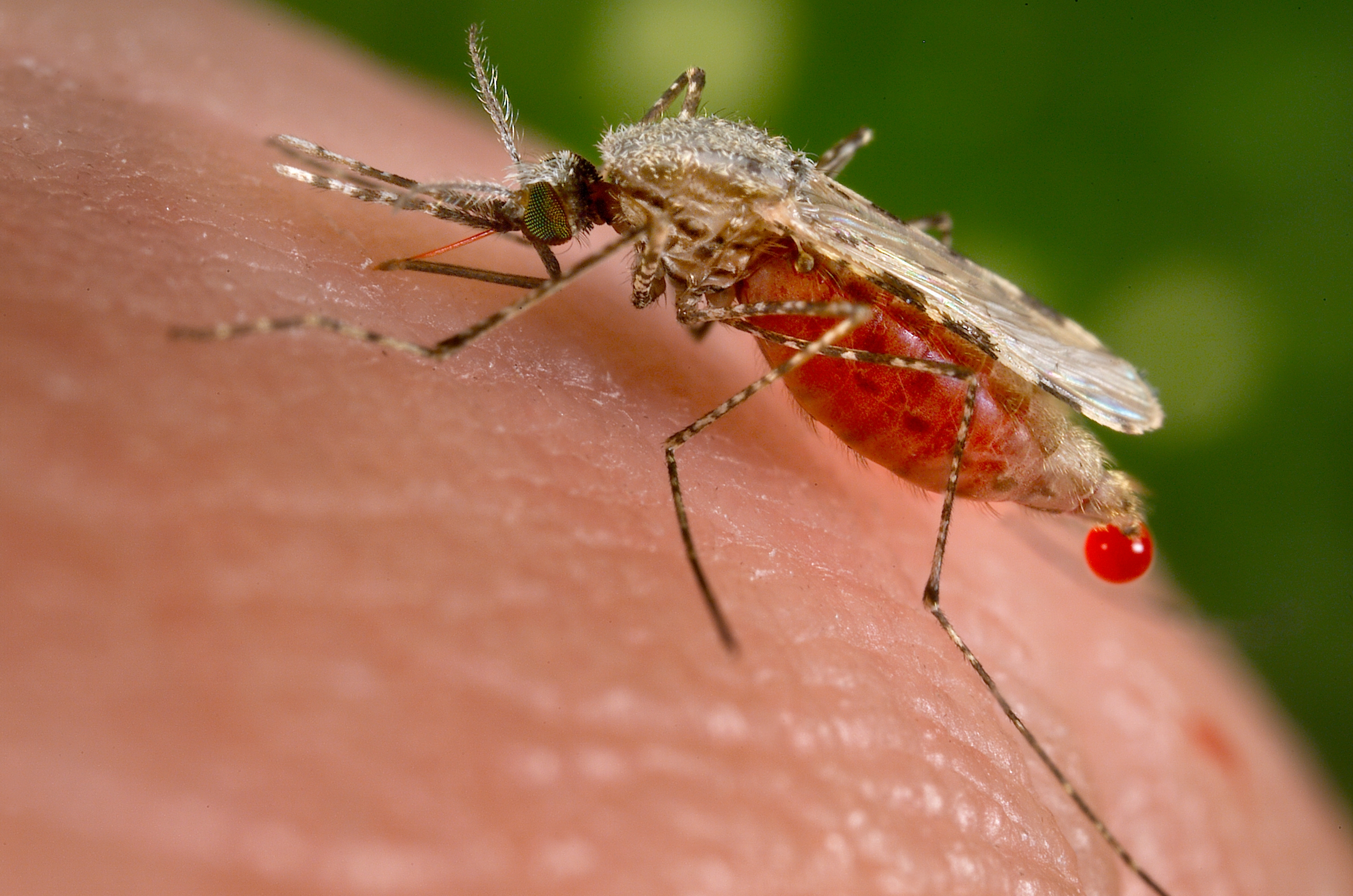
マラリアを媒介する蚊。森林破壊の結果、ヒトの生活圏に入り込む

森林の保水力が失われ、その結果として土壌栄養分の流亡や洪水、土砂崩れを引き起こすことがある（水源涵養機能の低下）。また水質・大気浄化能力を低下させる。さらに燃料として燃やされた場合、固定されていた二酸化炭素(CO2)が開放されるための地球温暖化につながると指摘される。
熱帯雨林は高温多湿で有機物の分解が早く、土壌がやせているという特徴があるため、伐採による裸地ができると、土壌浸食・不毛化が進みやすい。
生態学的な観点から見た場合、陸上生態系の基盤となる森林を失うことで生態系自体の安定性を低下させ、森林で生きる動植物や昆虫の住みかを奪うことになる。森林破壊が伝染病の関係についての研究では、森林破壊はマラリアやデング熱といった昆虫媒介性の伝染病の罹患率を上昇させるとの結果が示されている。森林破壊により動植物が減少した結果、これらの病原菌の媒介昆虫はそのライフサイクルに人間を組み入れるという形で適応しようとするためとされる。
社会的な観点からは、基本的かつ公共性の高い社会資本の喪失という側面もあるため、途上国における森林破壊は国際的な経済格差拡大の原因のひとつともなっている。
。

## 森林破壊の要因

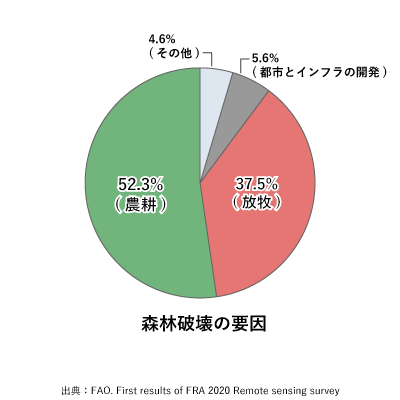
森林破壊の要因

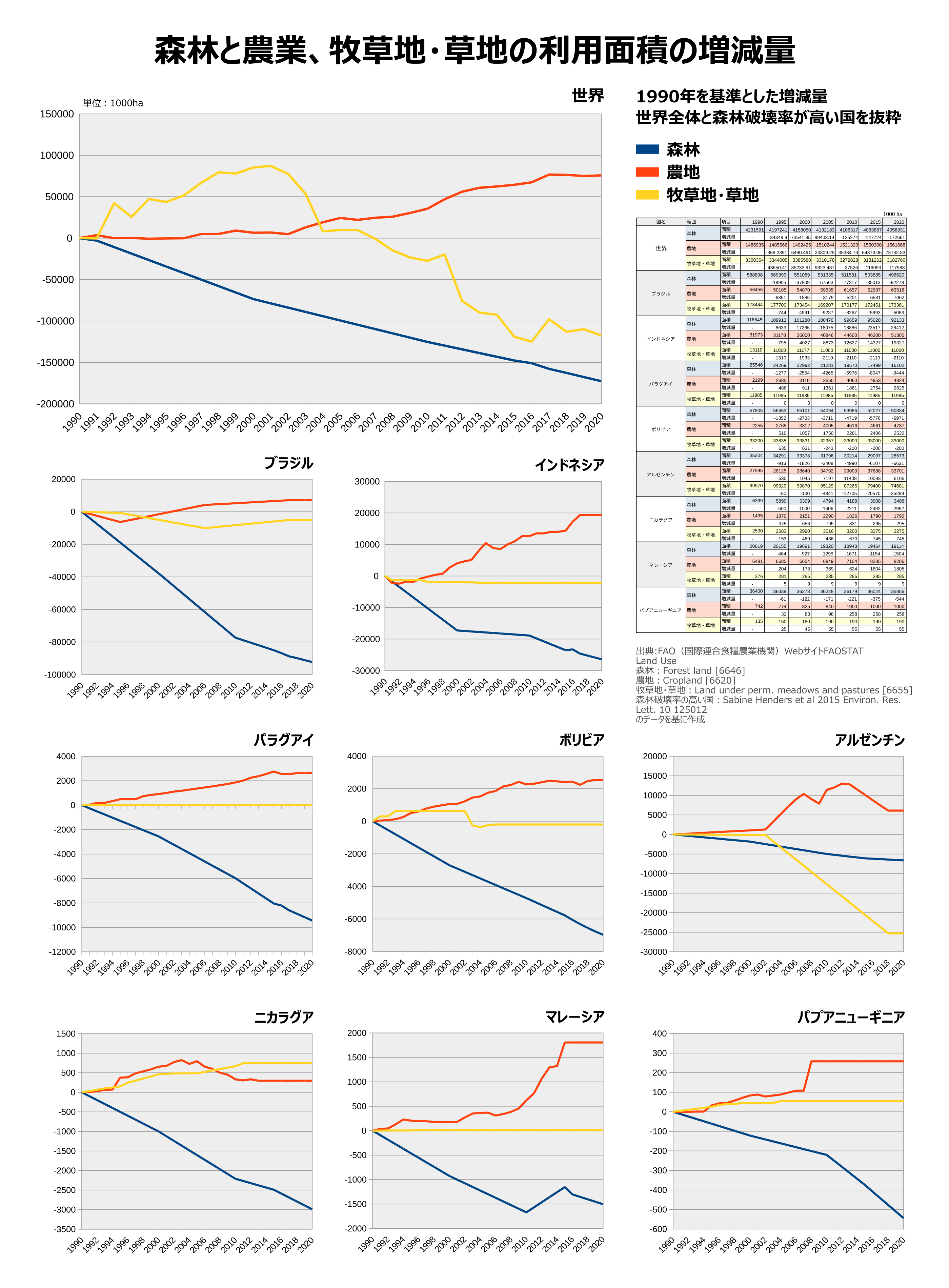
森林と農業及び牧草地・草地の増減量

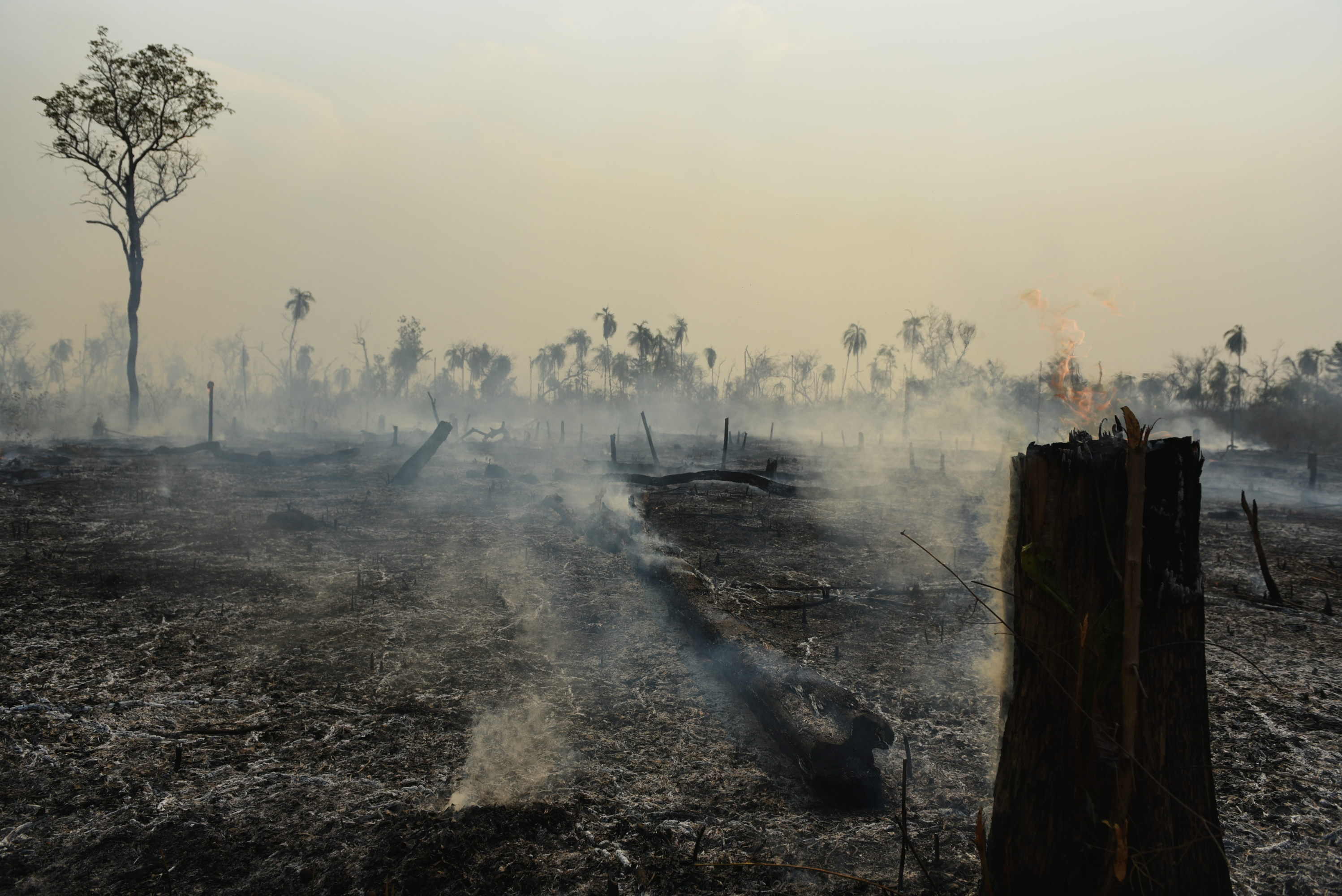
焼き払われた森

### 農地
2021年現在、森林破壊で問題になっているのは農地開発である。人口の増加による需要を満たすための農業の拡大は、世界の森林破壊の約90パーセントに当たる。割合は耕作地が約50％、放牧地が約40％となっている。森林破壊の95%は道路から25キロメートル以内で発生しており、農業や畜産業、林業と密接に関連している。
世界の総人口は2019年の77億人、2030年の85億人へ、さらに2050年には97億人へと増えると予測されている。増え続ける人口の食糧を確保するために森林を切り開き農地開発が進んでいる。人口増加と貧困、環境破壊は互いに関連しあい悪循環を繰り返している。彼らには環境の事を考える余裕はない、学ぶ機会すらない状態の地域もある。
手法としては焼き畑が多く行われる。

#### 牛肉

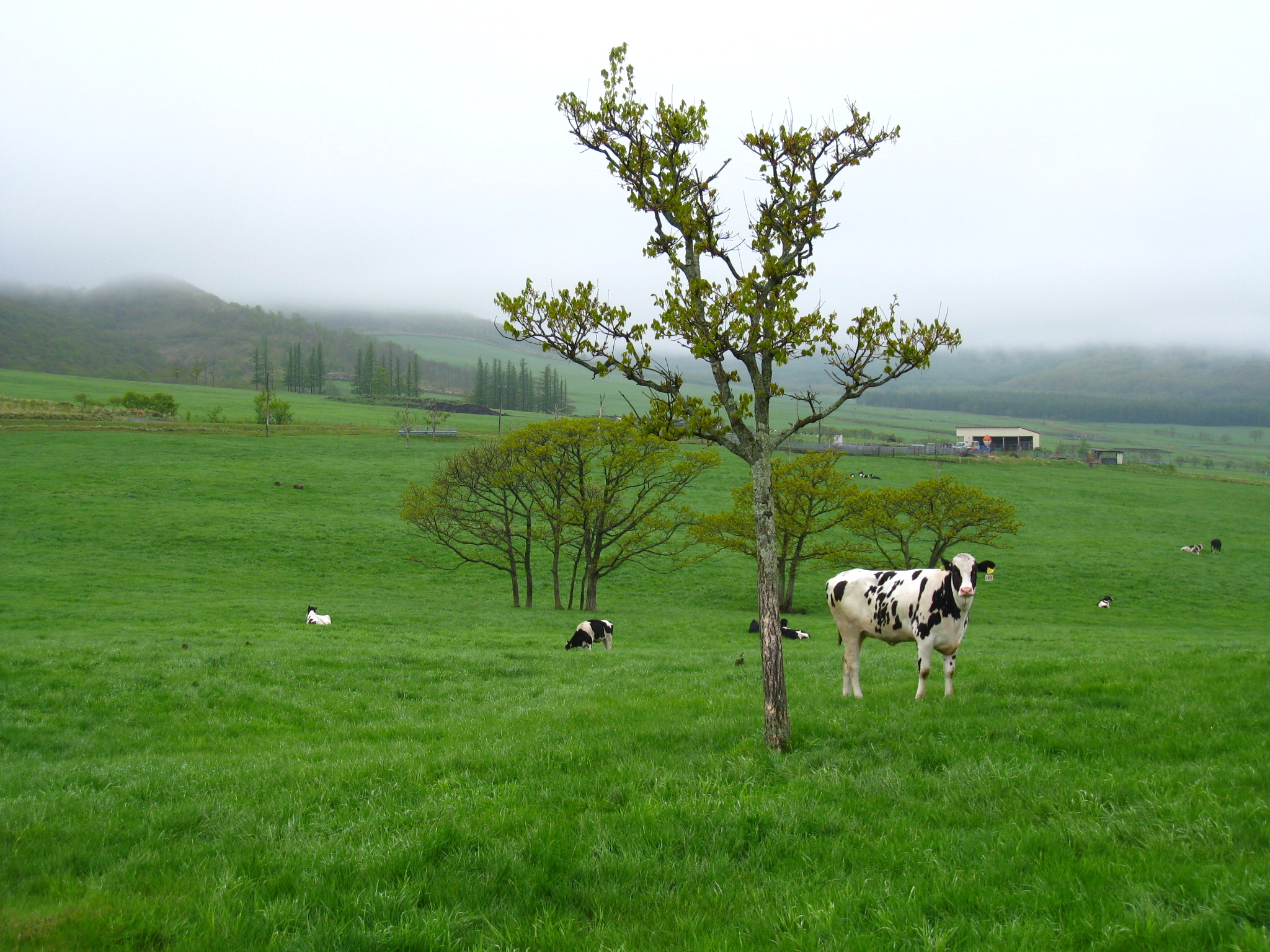
放牧されているウシ

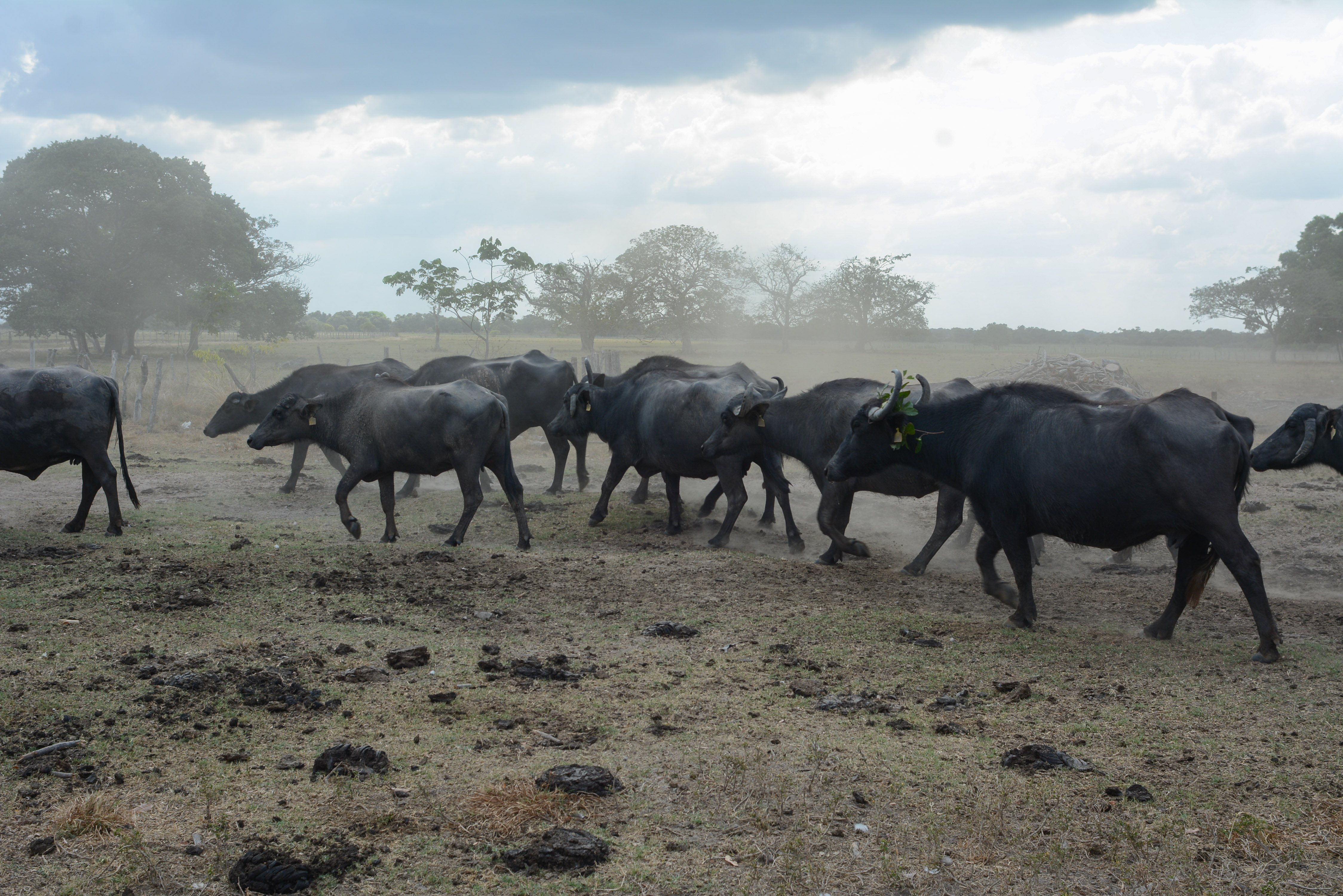
森林を焼き払ったあとの土地にウシを放牧している

牛を飼育するための牧草地の拡大は、熱帯林破壊の原因の 41%を占める。過去 6 年間で牛肉のためにアマゾンの木、8億本以上が伐採された。
家畜の放牧地を確保したり、飼料を生産したりするために、森林伐採による農地開発が世界的に進んでいる。1970年代後期から1980年代中期に、多国籍企業が熱帯林を切り開いて放牧を行い，ハンバーガー用の安い牛肉を生産して輸出することに抗議する「ハンバーガーコネクション」という運動が起こった。2006年にFAO（国際連合食糧農業機関）はレポート「家畜の長い影」の中で「畜産部門は、土地の最大の人為的利用者です。放牧は地球の陸面の26%を占めます。」「特にラテンアメリカでは、家畜の放牧地の拡大が森林破壊の重要な要因です。アマゾンの以前に森林に覆われた土地の約70%が牧草地として使用され、」と報告している。2015年の研究では、2000年から2011年の期間に、森林破壊率が高い7か国（アルゼンチン、ボリビア、ブラジル、パラグアイ、インドネシア、マレーシア、パプアニューギニア）において、森林破壊の原因の40%を、4つの商品（牛肉、大豆、パーム油、木製品）が占めており、このうち牛肉による森林破壊の割合が最も高いことが分かった。牛肉は他の3つの商品を合わせた2倍以上の森林破壊の原因となっている。
牛肉が主な輸出品となっている中米のニカラグアでは、2011年から2016年の5年間に540km2の森林が草地に変わり牛の放牧が広くみられる。また、オーストラリアのクイーンズランド州にある57の肉牛施設で、2018年以降13,500ヘクタールの森林破壊が行われたが、開墾された地域の56％は、オーストラリア政府によって絶滅危惧種の潜在的な生息地として分類された。

#### 大豆

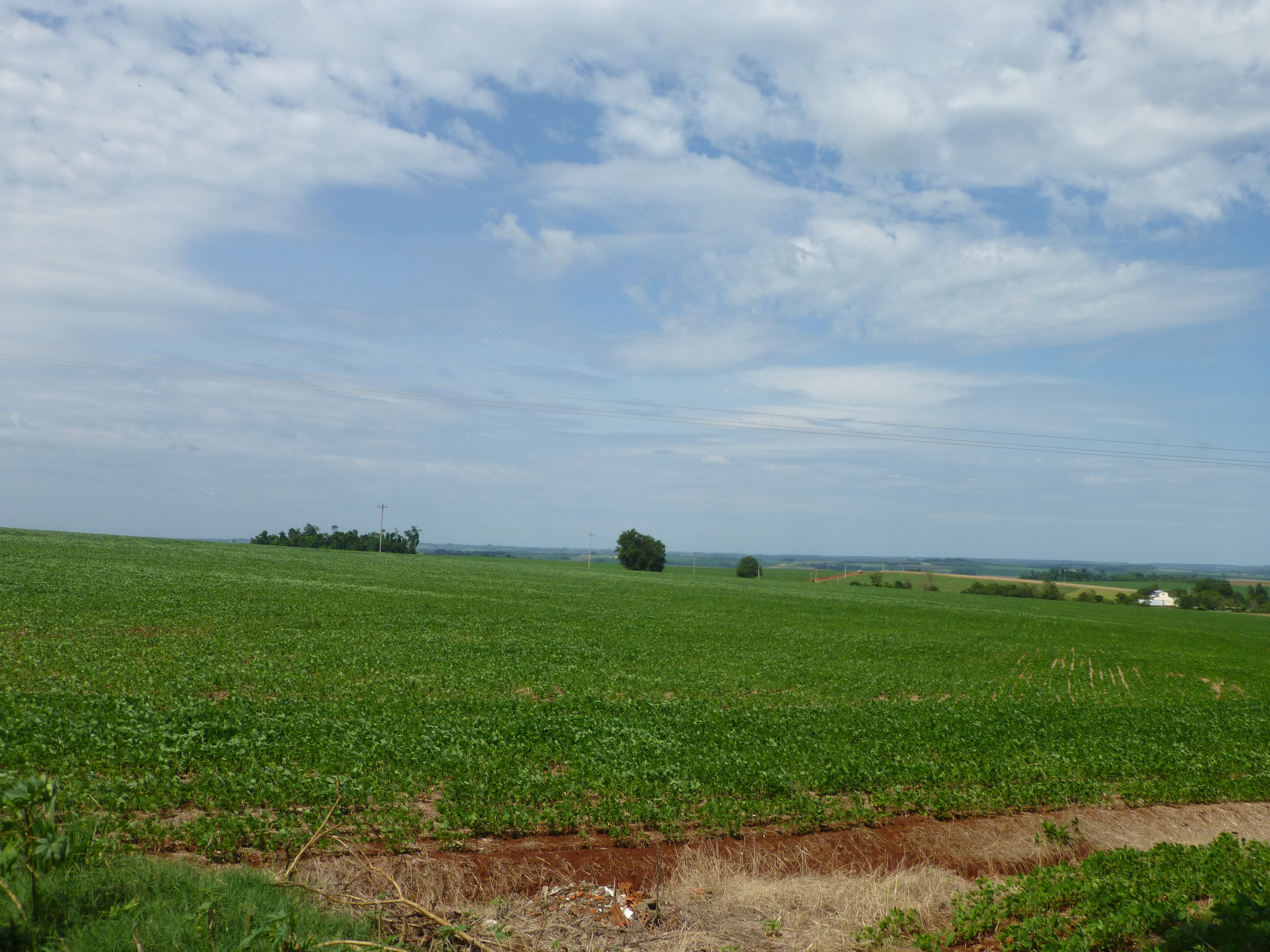
大豆プランテーション

毎年約48万ヘクタールが主要な大豆生産熱帯国で大豆のために森林伐採されている。大豆の使用用途として最も多いのは家畜飼料で、世界の大豆の約80％は、牛肉、鶏肉、卵、乳製品（牛乳、チーズ、バター、ヨーグルトなど）の生産のために家畜に供給されている。
大豆の栽培は、アマゾンの森林破壊の二大要因の一つであり（もう一つは牛肉生産）、ブラジル、アルゼンチン、ボリビアの広大な森林が、大豆栽培のために切り開かれている。また、上場企業60社を対象とした調査によると、食肉および乳製品企業の 60% が動物飼料に使用される大豆を、森林破壊リスクの高い地域から調達している。
2021年の世界の大豆消費のうち、約9割の3億tが搾油用等のために生産され、搾油後の産物を加熱乾燥した大豆ミール（脱脂大豆や大豆粕などと呼ばれる）が飼料用に利用され、残りの約1割が食用や飼料用などに充てられている。FAOの2013年のデータでは、世界の大豆の生産量は267.45百万トンで、用途として最も多いのが加工用であり227.31百万トン（総量の85.0% ）であり、生産される油42.63百万トン （16%）、そのうち食用油が24.34百万トン（9.10% ）、産業用に17.46百万トン（6.53% ）使われる。搾油後の大豆ミールが飼料として175.87使百万トン（65.76% ）利用される。生大豆は飼料用として17.48百万トン（6.53% ）、人の食用10.65百万トン（3.98% ）、種用に7.4 百万トン（2.77% ）が利用されている。
世界の大豆生産の半分以上が南米にあり、2000年以降、大豆の収穫面積はブラジルで160％、アルゼンチンで57％増加している。ブラジルのアマゾンでは1960年代から大規模な森林伐採がはじまり、今に至るまで大規模な環境問題として注目を集めている。2006年には米国大手穀物商社のカーギル社をはじめとするブラジル産大豆の取引業者が声明を発表し、アマゾンで新規に森林転換して生産される大豆の購入の2年間停止（モラトリアム）に合意し、一時的に森林破壊が食い止められたかのように見えた。しかし、2010年から2020年にかけてブラジルはなおも森林伐採が最も多く行われた国となっており、当時モラトリアムに合意したカーギル社も、2022年の報告によると、アマゾンの森林破壊された土地で栽培された大豆の購入を辞めていない。カーギル社は家畜飼料に使用するために、毎年少なくとも10万トンのブラジル産大豆を英国に輸出している。
2021年2月にフランス金融大手BNPパリバが、アマゾンで森林破壊に加担する企業への投融資をやめると発表するなどしている。

#### パーム油

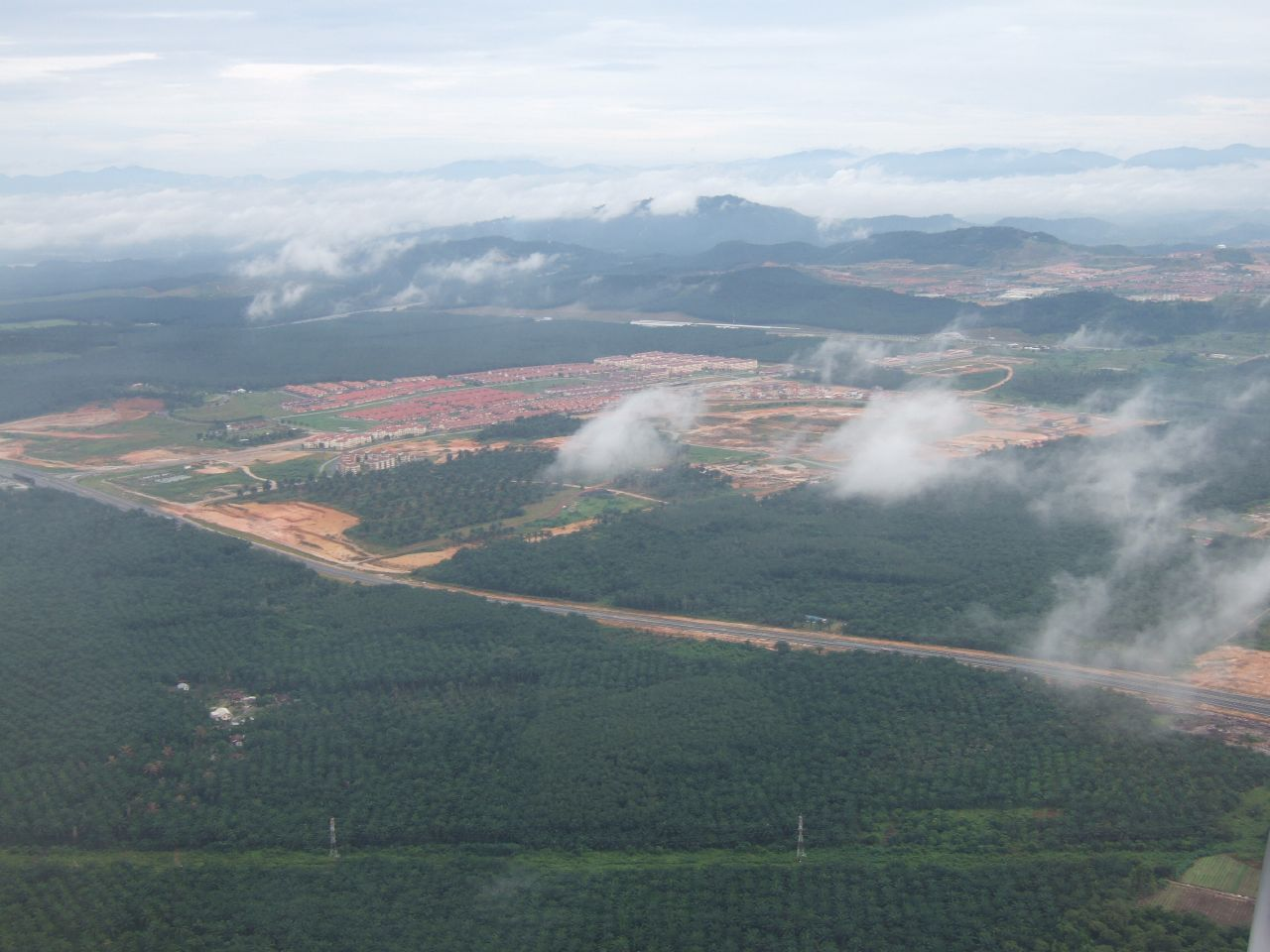
パーム油のためのアブラヤシ・プランテーション

脱石油、脱炭素化でバイオマス発電のための植物由来の燃料の需要が伸びる中パーム油の生産も伸び、無計画な農地開発の為に多くの森林が消失し、そこに住む多くの野生動物のすみかと食料を奪い命を奪っている。インドネシアのスマトラ島では、1985年には58%あった森林が2016年には24%に減少している。また、ボルネオ島でも、2005年に70%あった森林が2015年には53.9%に減少している。今後生産量が3倍に増えるとの予測もあり森林破壊が更に加速度的に進む可能性がある。そのためパーム油の持続可能な生産と利用を目指ざす、国際組織RSPO（Roundtable on Sustainable Palm Oil、持続可能なパーム油のための円卓会議）を設立し、環境に配慮しているか評価し認証するなどの取り組みをしている。パーム油は他の作物に比べて油の生産性の高い植物であり、同じ1ヘクタールから採れる菜種油が0.59トンとするとパーム油は3.8トンととても効率がよく、計画的な農地開発生産をすれば環境に優秀な作物でもある。

### 燃料生産

#### 木質燃料

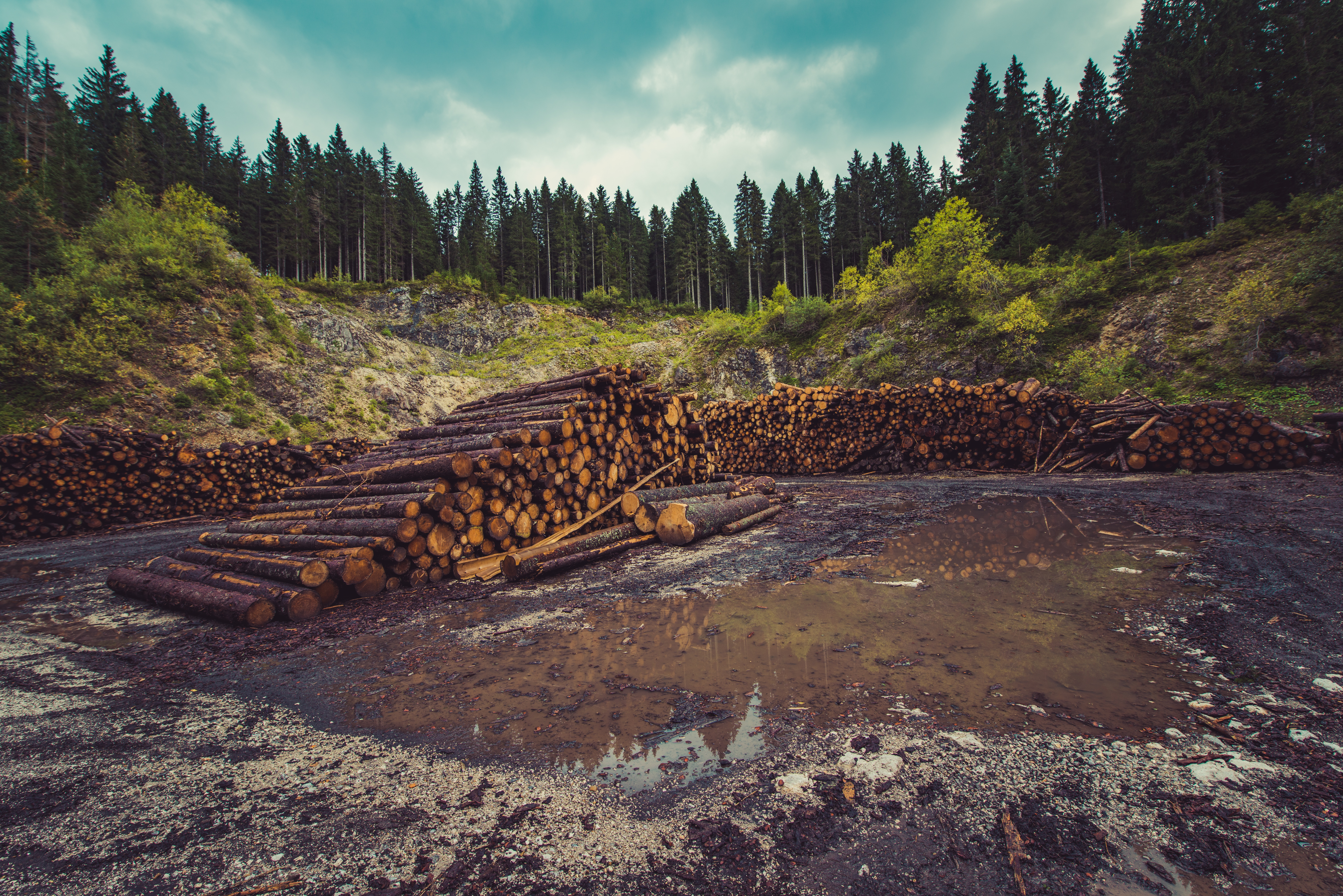
薪

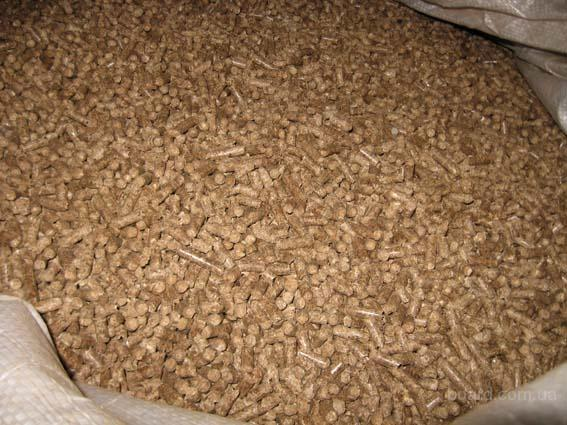
ウッドペレット

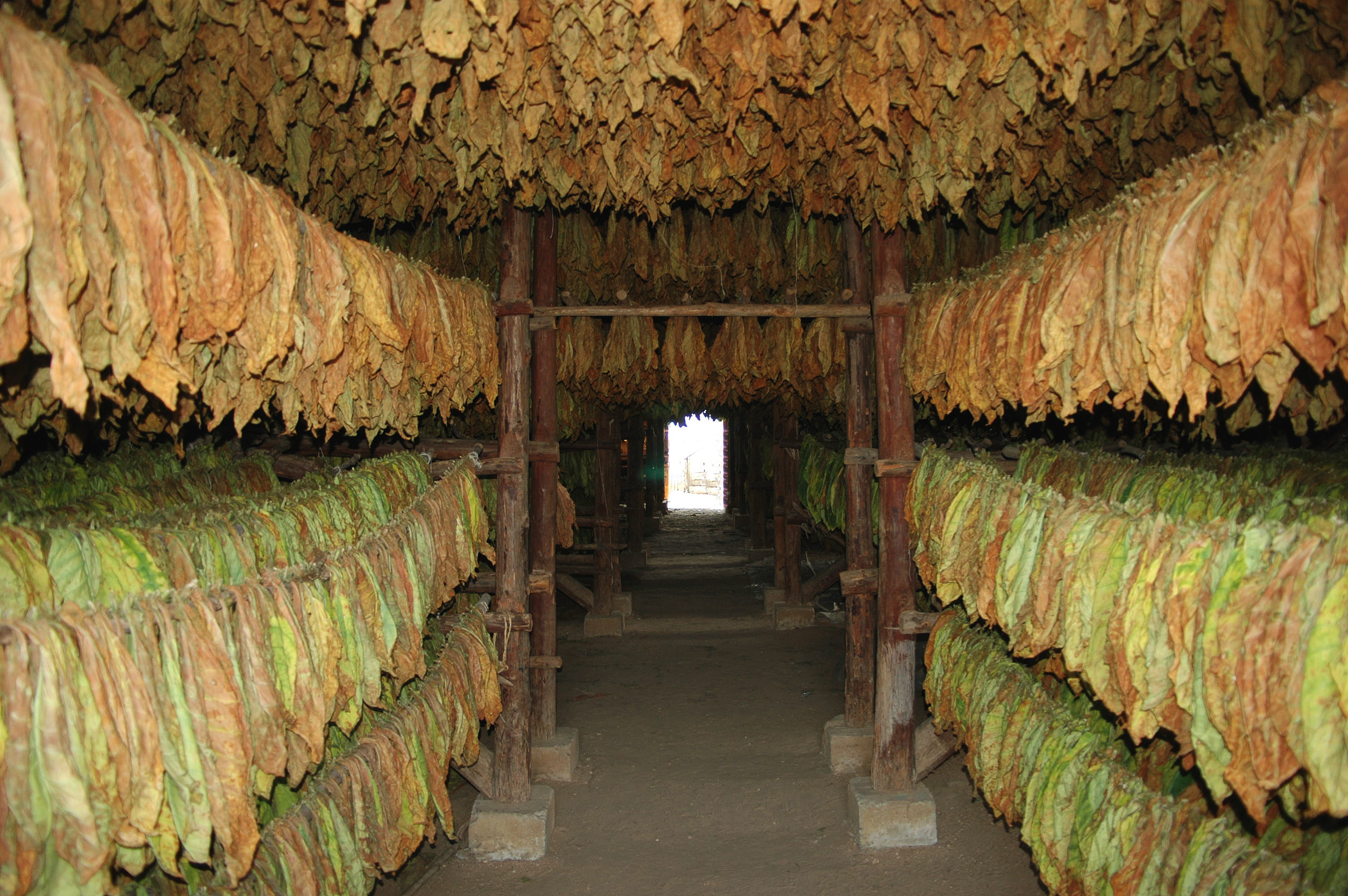
タバコの乾燥室。熱源として木が使われる

木は代表的なバイオマスであり、燃料として利用されている。最も一般的な形態は薪である。その他、ウッドチップやウッドペレットなどに加工され消費される。
調理、暖房
- アフリカや中南米の熱帯地域では、木質燃料(木質バイオマス)の利用率が非常に高い。これらの地域では、貧困のためエネルギー源は安価な薪に頼らざるを得ず、熱効率の悪い調理用カマドが使用されているなどの事情から、人口の急増に伴って、家庭用エネルギー源としての薪炭利用が増加したとの見方もある一方、家庭用の薪炭については、枯木や枝木を採取することが主で、大木を伐採して薪炭材として利用することは少ないとの意見も存在する。
- インドでは2003年時点で世界人口の16%と家畜の15%を有するが、森林面積は世界の1.7%であり森林が不足している。原因として燃料としての薪の使用があり、木材利用の半分が薪と炭に使われており問題視されている。政府が補助金を削減したため調理用の天然ガスや灯油の価格が上昇した点も薪の利用を増やした。産業用の材木の年間生産力が1200万立方メートルであるのに対して、伐採は2800万立方メートルに及んでいる。
- ヨーロッパでは暖炉、薪ストーブ、ペレットストーブといった暖房器具が広く使われており、その燃料として木材が消費されている。EUはこうした木質燃料の消費を持続可能ではないとみなし、規制を強化する方針を明確にしている。

発電
- 発電用燃料としての利用も拡大しており、各地でバイオマス発電が行われている。大規模なバイオマス発電所では木質ペレットが多く使用されるが、環境破壊や持続可能性等の観点から懸念がある。

タバコの乾燥
- 世界銀行の研究報告によると「世界で伐採される（建材も製紙用の伐採も全て含んだ）木材の6本に1本は、葉タバコを乾燥するために使用されている」。1998年には、世界公衆衛生協会連盟（WFPHA）の政策文書においても「森林破壊がタバコによる主要な害悪」の1つとして掲げられており、WHO（世界保健機関）からも「途上国でのタバコ栽培と森林破壊についてのカラー図版」が公開されている。なお、タバコの乾燥に使用される木の伐採の具体的な事例の1つとしては、タンザニアの森林破壊がある。

#### バイオ燃料
需要が急増しているバイオ燃料やバイオプラスチックの材料となる作物を生産するための農地開発。ブラジルでは1970 - 1980年代に焼畑による牧場開発が進んだが、「ハンバーガーコネクション」として世界的な批判を浴び一時は森林破壊と農地開発は止まるかと思われたが農地開発は止まらなかった。食料用の農地に加え、近年の世界的な大豆需要やバイオ素材需要の増加のする中、農地需要は増え、農地を求めてアマゾンへと侵入し、大規模な農地開発がふたたび熱帯林破壊につながっている。

### 木材

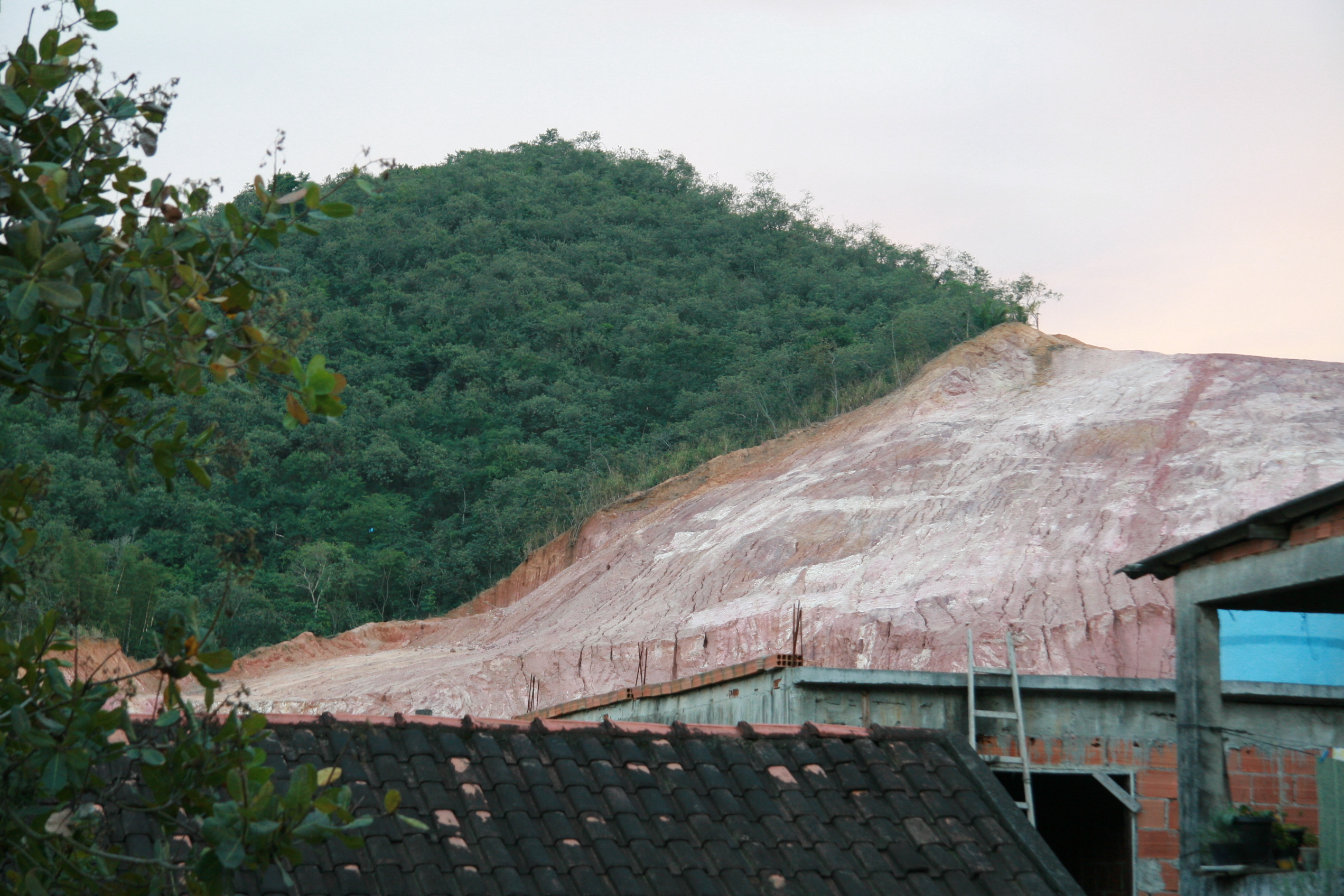
伐採によりはげ山と化した森林

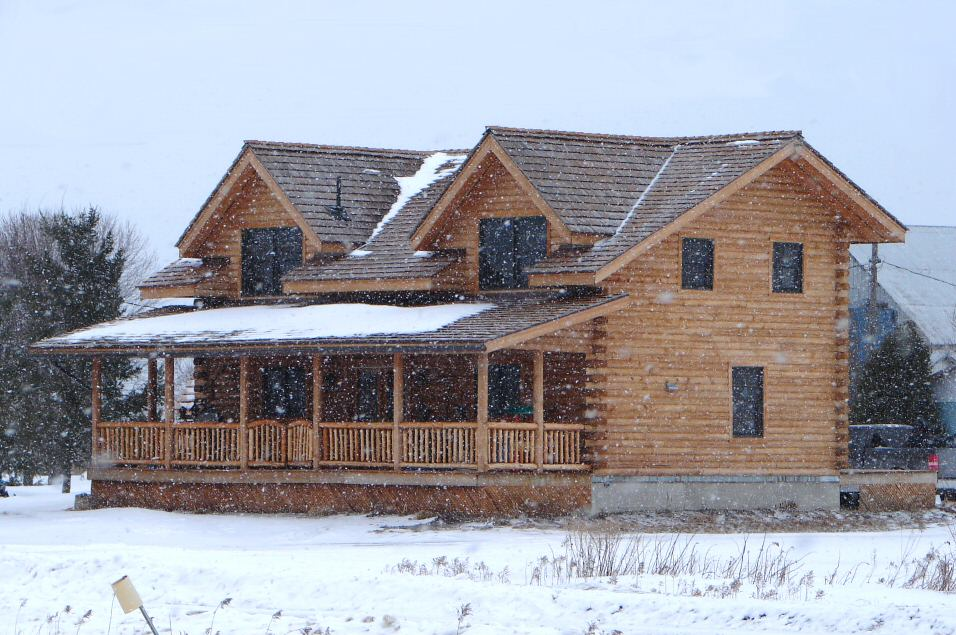
ログハウス

1950年代から欧米や日本の木材需要が増え、各国の森林が伐採されて輸出された。マレーシアではサラワク州を中心に伐採が進み、1970年代には日本向けの木材輸出が70%を占めた。サラワク州の森林の急速な減少をみた国連食糧農業委機関(FAO)はサラワク州に対策を勧告し、1988年にはヨーロッパ共同体(EC)がサラワク州からの輸入を中止した。国際熱帯木材機関(ITTO)もサラワク州に伐採の削減を勧告したが、日本は輸入を続けサラワク州からの輸出は続いた。マレーシアの森林面積は1960年代の国土の80%以上から1998年には66%へと減少した。1995年の調査では、ボルネオ島の117の河川のうち84で土砂の流入量が増加し洪水の原因になっている。
日本では戦後、高度経済成長に伴う木材需要に対応するため、大規模に天然林が伐採され、住宅の梁や柱、家具材などとして消費された。こうして伐採された所にスギなどが大量に植林がなされた。現在では安価な外材の輸入の増加とともに国産木材が売れなくなったことと林業就労者の収入減少が影響し、林業就労者の減少がおき、間伐や間引きなどの手入れの行き届いていない不成績造林地が増加して全国各地で問題になっている。手入れの行き届いていない所では木々が密集した状態で日光が十分に当たらず細い木ばかりになっている。
2003年時点で世界人口の2%である日本は、他方で丸太輸入の50%以上、木材加工品の約30%を占めており、世界最大の熱帯木材輸入国でもある。フィリピンでは1950年代から1960年代に日本に大量に輸出を続け、1980年代には木材輸入国に転じる結果となった。日本に輸出された木材は50%が建設・土木、30%が家具となった。

### インフラ

#### 道路、鉄道

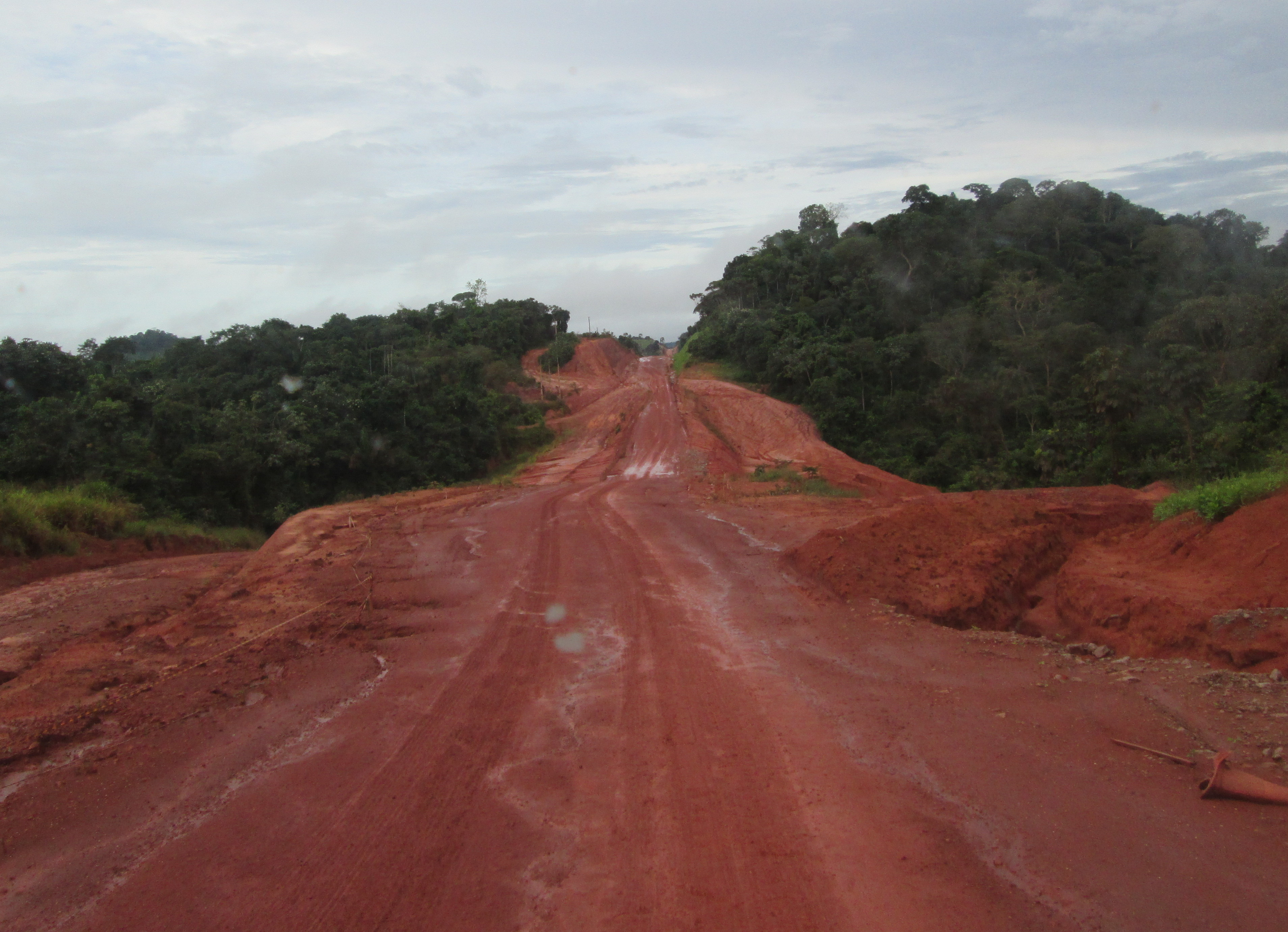
森林を切り開いて作られた、舗装前の道路

道路や鉄道の開発は大規模な森林破壊を引き起こす原因の一つである。
レールの敷設のために進路に沿って森林が伐採される他、枕木や労働者の暖房、調理のために大量の木材が調達されるため、森林が大きく破壊される。
過去に行われた特に大規模な開発ものとしてはアメリカの大陸横断鉄道が有名である。近年の大規模な開発にはブラジルのアマゾン熱帯雨林における交通開発があり、国際的な非難を浴びている。
単純な森林破壊以外の点では、森林が分断される形で破壊されることで動物や昆虫などの移動が制限される、車に轢かれるといった問題があり、森林の生態系への影響が懸念される。

#### 発電所

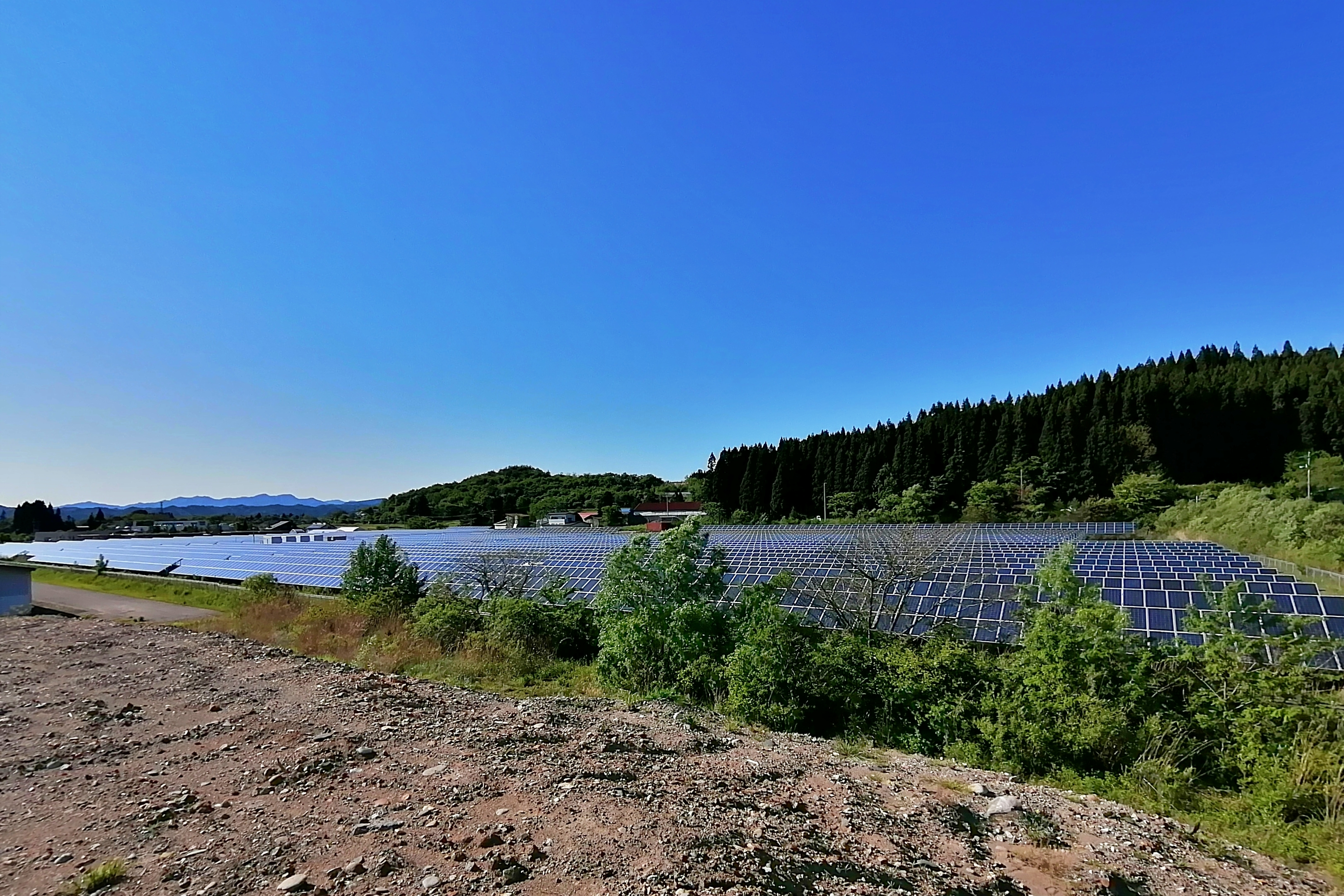
太陽光発電所

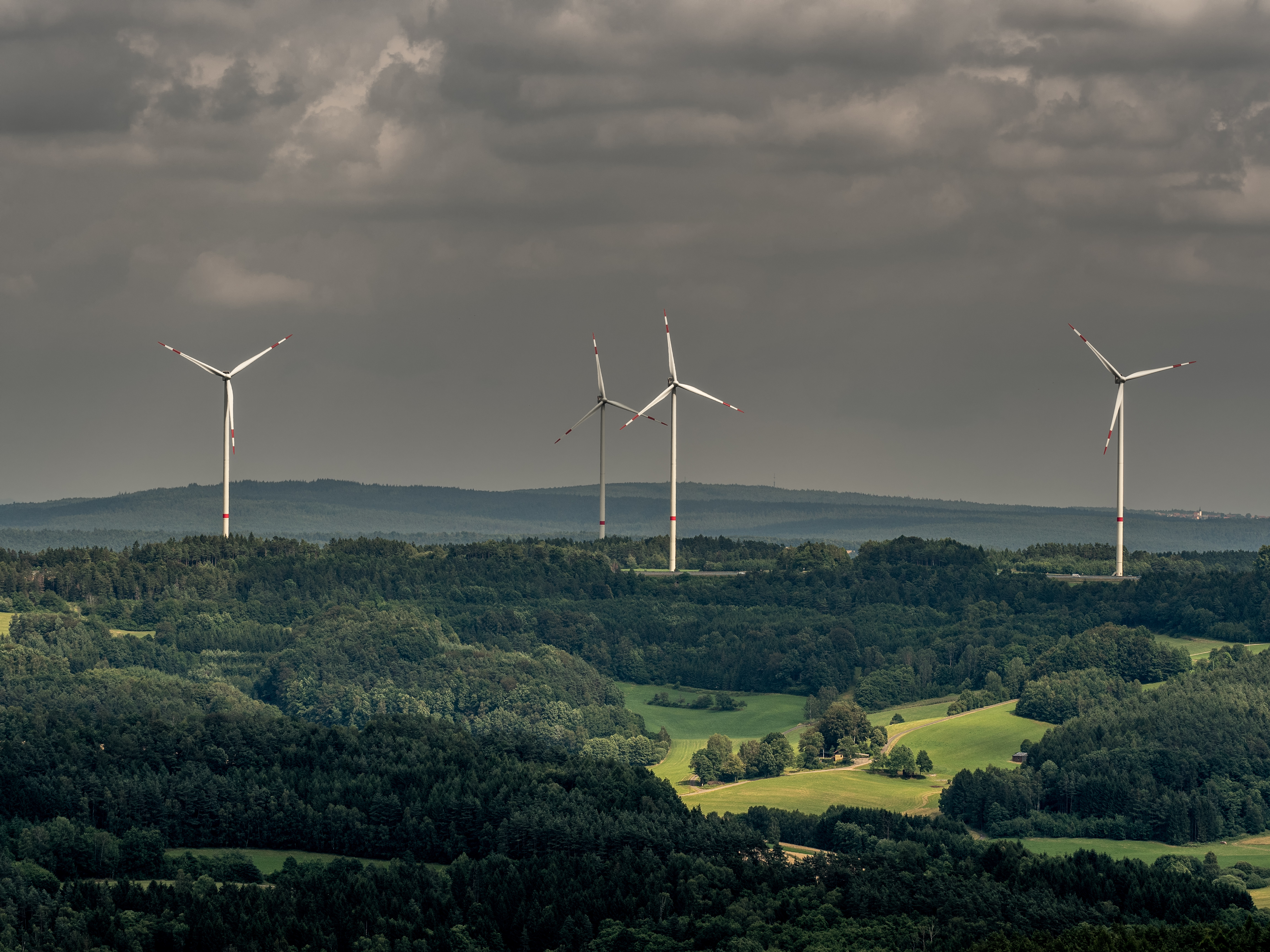
風力発電所

太陽光発電・風力発電の発電施設の設置には大きな面積を必要とするため、森林を伐採して土地を取得するケースが多い。
また送信所・送電線などの鉄塔も併せて設置される。
国外では電線によるショートが原因で森林火災が起き、それもまた森林の減少に繋がっている。

#### ダム

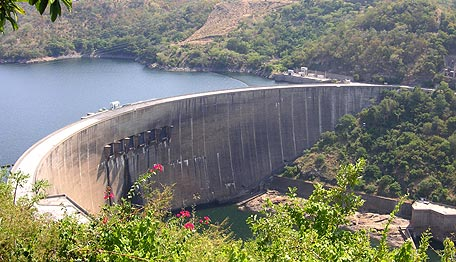
山中のダム

ダムは山林を切り開き、辺り一帯を完全に水没させるため、広範囲の森林が消滅する
。

### 山火事

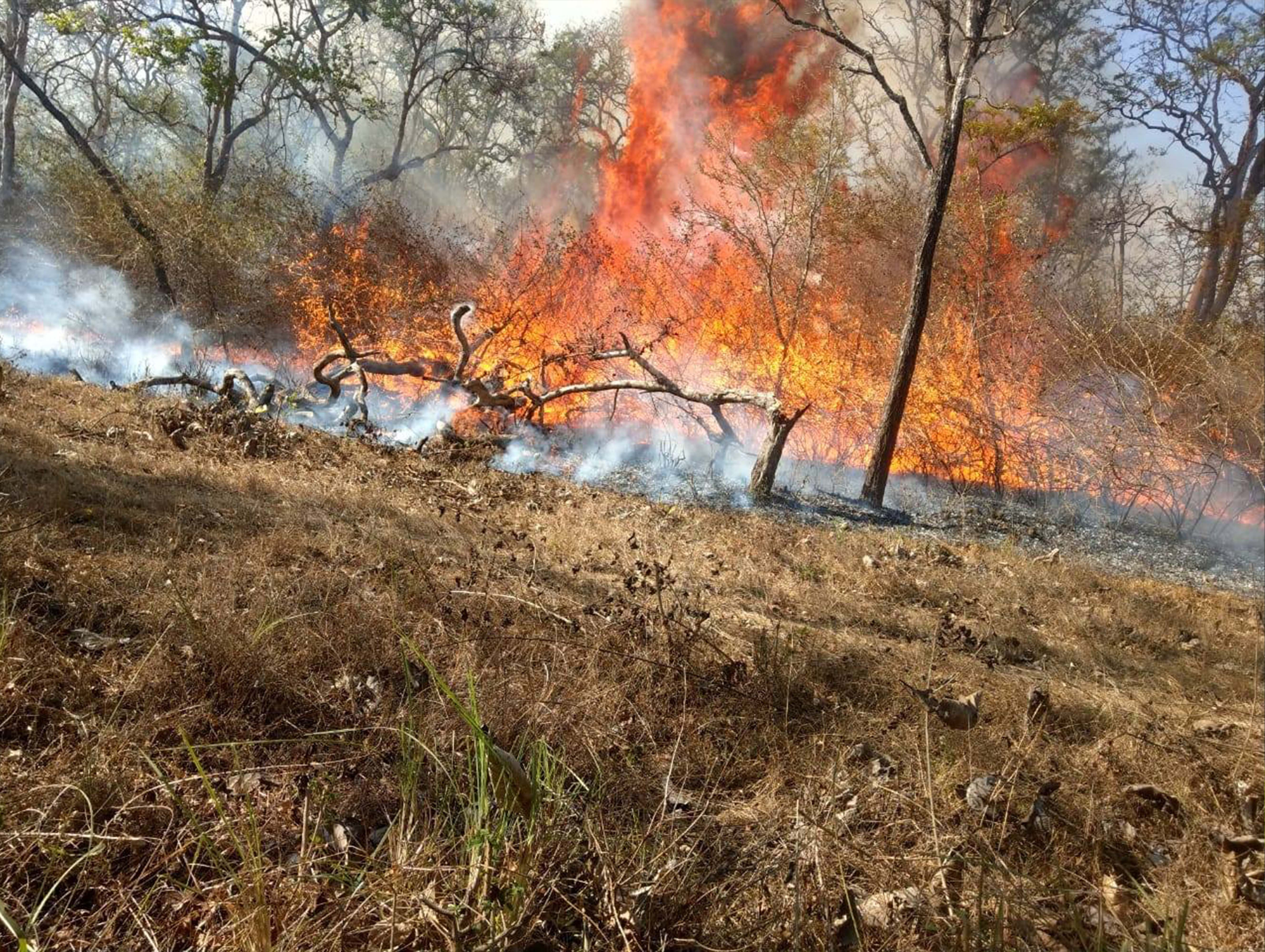
山火事

近年世界中で大規模な山火事が起き、多くの森林が失われている。自然発火することもあるが、人が原因の火事も多くある。南米、北米、オーストラリアなどで甚大な被害が出ている。
1997年には東南アジア各地で山火事が起き、ジャワ島、スマトラ島、マレー半島、フィリピンなどの7箇所におよんだ。中でもボルネオ島では呼吸器障害などで17人が死亡し、旅客機が墜落して234人が死亡するガルーダ・インドネシア航空152便墜落事故も起きた。インドネシア政府は当初は農民の焼畑が出火原因としたが、NGOや国際組織の調査では火元は政府主導のアブラヤシのプランテーションや水田のある地域に集中していた。政府はのちに伐採業者を24人を逮捕し、この伐採業者の全てがプランテーションと伐採事業に関わっていた。

### 製紙パルプ

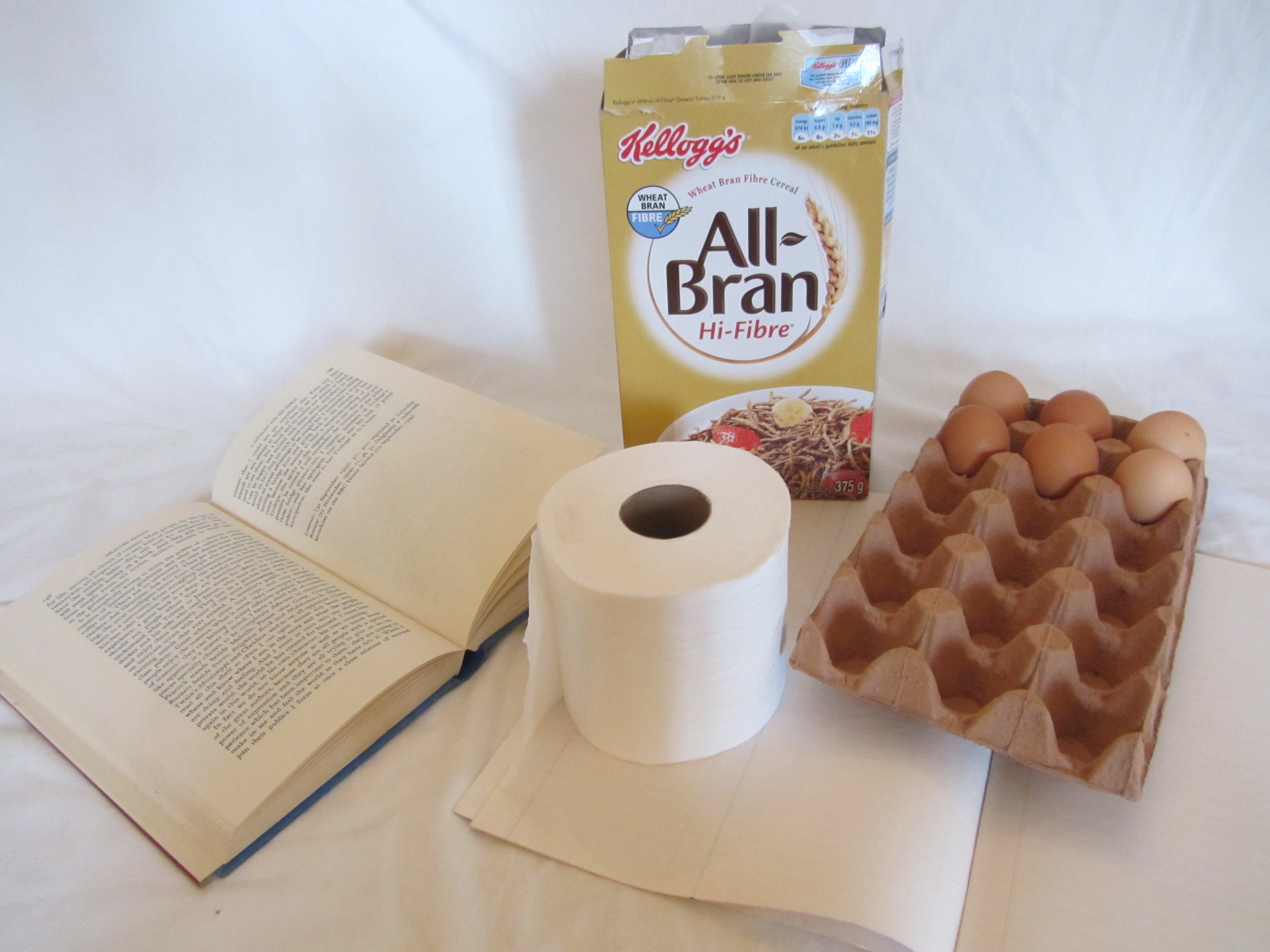
紙製品

紙は主に木材パルプから作られるため、その原料となる木材のために森林破壊が行われる。特に東南アジアなど監視のゆるい国家では違法な伐採が多く、紙の大量輸入国である日本の責任を問う声もある。現地で合法であることは持続可能であることを意味せず、また需要に応えるために違法伐採が行われており、持続可能な枠組みを構築することが求められている
。

### 採掘

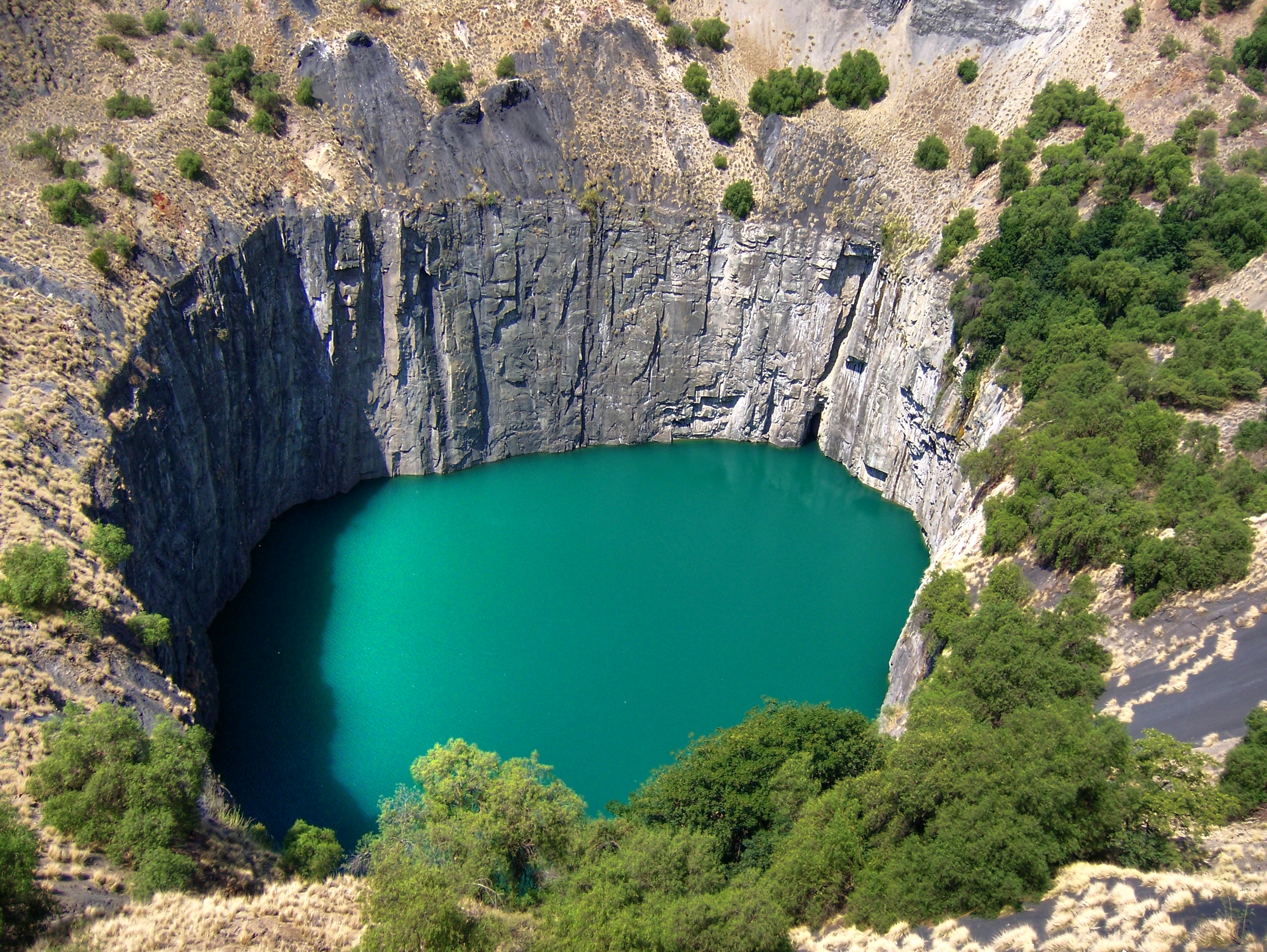
ダイヤモンド鉱床の露天掘り

南米などの資源国では、石炭などの燃料や、金などの貴金属、ダイヤモンドのような宝石、鉄鉱石などの産業資源、コバルトなどレアメタルといった有用な地下資源を目的とした採掘が森林破壊を引き起こしている。爆薬を使って表土を吹き飛ばし、残土を周囲に積み上げるといった乱暴な手法が横行し、また地下水が漏れ出すため周囲の森林が消滅している
。

## 森林破壊の歴史
メソポタミア
古代の森林破壊は、開墾の他に建築や造船のための伐採も原因となった。最古の叙事詩ともいわれるギルガメシュ叙事詩では、レバノンスギの伐採に関する物語がある。英雄ギルガメシュはレバノンスギを求めてレバノン山脈に分け入り、森を守るフンババを殺したために主神エンリルの罰を受けた。レバノンスギは優れた木材であるため、地中海の周辺諸国によって紀元前3000年紀にはすでに乱伐されていたことが花粉の記録から判明している。このためギルガメシュが罰を受けたのは、森林保護の観点によるという解釈もある。
インダス
5000年ほど前にはタール砂漠の一帯は森林地帯だったが、ムギ類の花粉から農業が盛んになっていたことが分かる。インダス文明の遺跡からはトラ、サイ、スイギュウ、ゾウなどの図柄があるため生物種が豊富だった点がうかがえる。約4000年前からインダス文明は衰退していったが、その原因の一つに煉瓦焼成のため、周辺のタマリスクを伐採し尽くしたことによるとの説もある。また、約3500年前にパンジャブ平原のアーリア人が南下して、森林を開拓していったとされる。紀元前326年にアレクサンドル3世がインダス川に到着した時には、王の軍隊が森に隠れたという記録があり、当時はまだ森が残されていたと推測される。
古代ギリシア
古代ギリシアの哲学者プラトンは『クリティアス』において、森林伐採によってアッティカの国土が荒廃したことを問題視した。かつては肥沃な土壌があったがそれが流失し、やせ衰えたと表現している。プラトンは別の著作『国家』や『法律』においては、植樹や治水を論じている。
パエストゥム
古代ローマの都市パエストゥムは、海神ポセイドンの名をあやかったポセイドニアと呼ばれた古来から造船で栄えていたが、船を造るための木を伐採しすぎたため、洪水の多発化や沿岸部の湿地化、蚊の繁殖によるマラリアの蔓延が起きるようになり、沿岸部の都市を放棄した。
中世ヴェネツィアと森林破壊
海の女王として栄えた中世のヴェネツィア共和国では、農業の他に海上貿易に必要な輸送船や艦船を建造するための木材確保が重要だった。森林資源の枯渇が進むにつれて木材の確保に苦しむようになり、森林資源の保護や木材の使用を制限する法律が出されるようになった。
産業革命
18世紀後半にイギリスからはじまった産業革命の背景の1つに森林破壊が関わっている。銃砲製造のための製鉄材料として木炭の消費が急激に増加したことによりイギリス国内の森林資源の枯渇が進み、代替燃料として当時はまだ扱いが困難だった石炭について、コークスが発明されたことによる、木炭からの転換が進められた。いわば必要に迫られての技術革新が産業革命をおこすきっかけの1つとなった。
植民地主義
イギリスはプラッシーの戦い（1757年）以降にインドの植民地支配を進め、インドの森林を農地に変えて輸出用の換金作物を栽培させた。最大の換金作物は茶だった。また、海軍の船材のためにチークが大量に伐採され、インド総督は1855年にチークと類似の樹木が植民地政府の所有であると定めた。インド大陸の各所に鉄道の敷設が始まると、橋や枕木のために森林が伐採された。1914年には軍需の伐採も増え、地元住民と森林局の対立も起きた。鉄道が敷設されて輸送手段が確立すると、さらに奥地のタライ地方のサラソウジュやヒマラヤ山麓の森林も伐採された。インドは国土の約8割が森林だったと推定されるが、イギリスの植民地支配開始時期の森林面積は66%となり、インド独立（1947年）の直後は40%になっていた。チーク、サラソウジュ、ビャクダンをはじめ伐採されてマラバール海岸のチークの森林はほぼ消滅した。森林が減少した影響で各地で洪水、渇水が起きた。

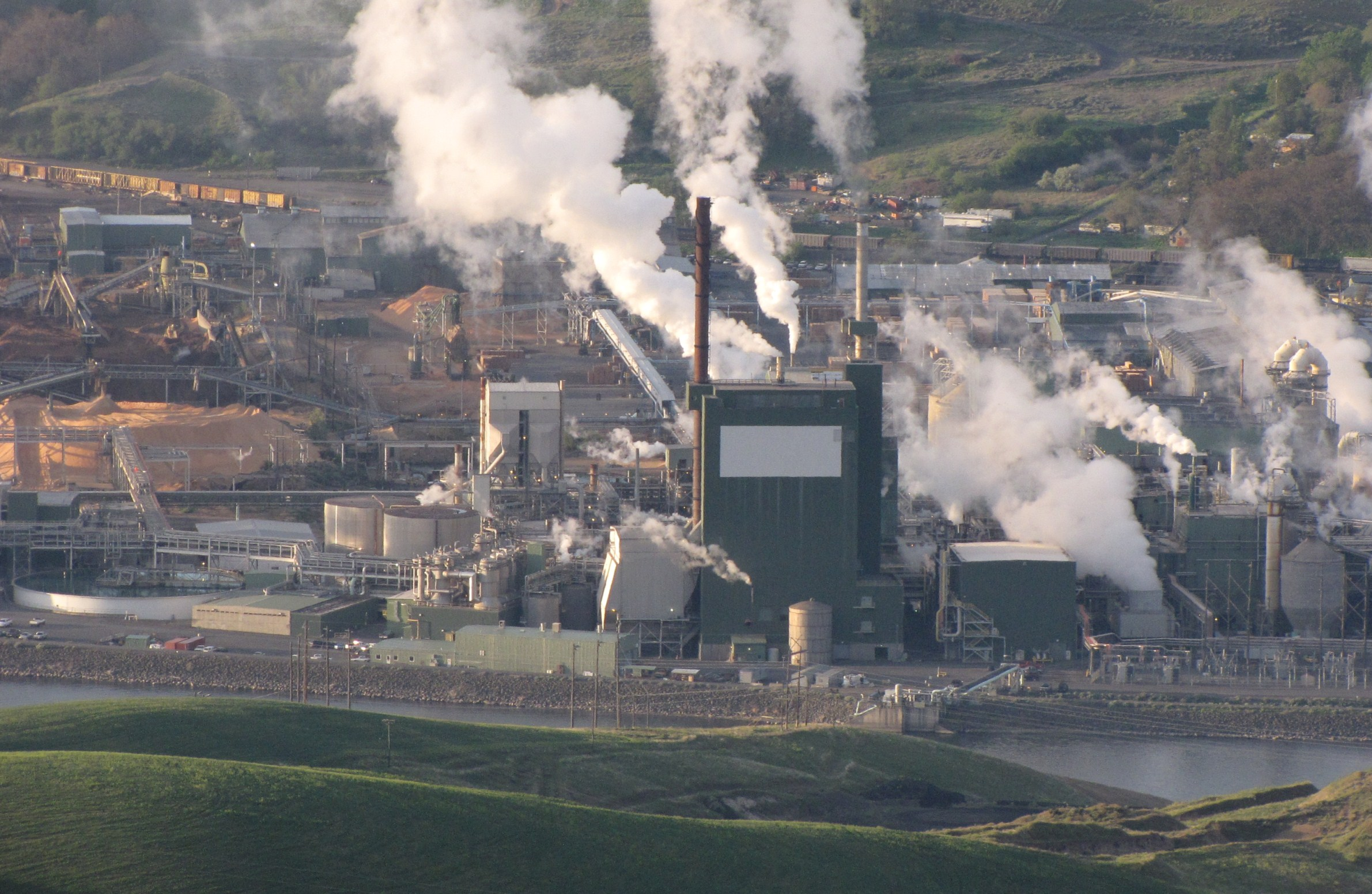
ウッドパルプの製造工場

製紙業
製紙でパルプの材料とする樹木が伐採され、再生産のペースを超えた過剰な伐採は森林破壊につながる場合がある。フィリピンは1950年代には森林面積が国土の75%を占めていたが、日本向けの木材輸出が1960年代から行われて1980年代末には25%となった。マレーシアも日本向けの有数の木材輸出国であり、ボルネオ島を中心に伐採が急増した。2014年時点で日本が輸入するコピー用紙の約8割が、インドネシアから来ているともいわれる。

## 対策

### 植林

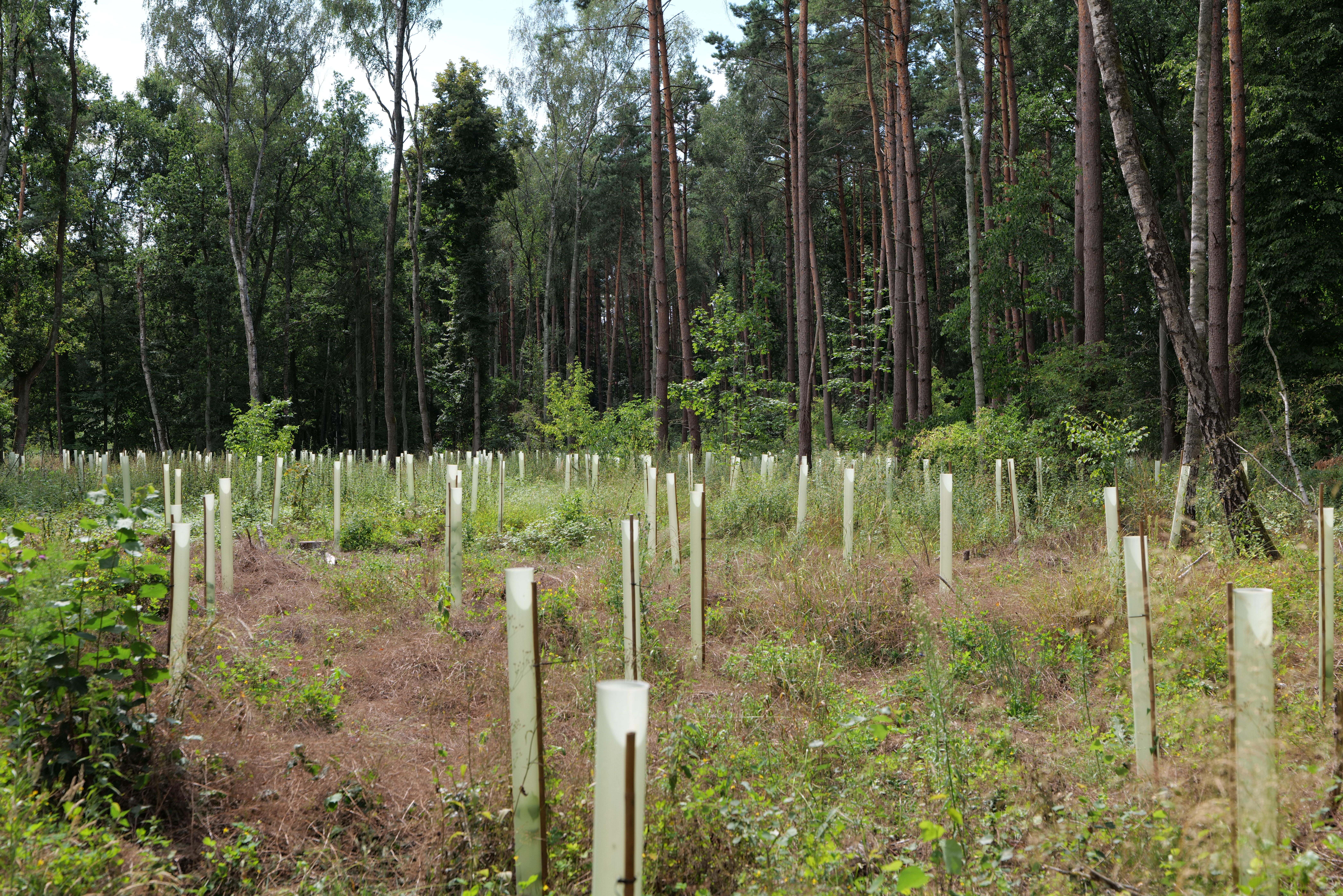
植林

破壊された森林を回復するために植林をすることは有効な取り組みの一つである。
行政や様々な団体、企業が植林事業を行っている。
環境意識が高まる中、企業（林業関係以外の）が植林活動に参加することは「環境に配慮している企業」として企業イメージの向上を図る事ができる、そのため多くの企業が植林事業に参加して来ている。
一方、植林したところで消費量が生産量を上回る限り森林破壊は進むため、必ずしも持続可能性を約束するものではない。
また植林は簡単な技術ではなく、植える植物の特性や土地の性質を調査し適切な苗を植える必要があり、またその後の管理を怠れば成長が軌道に乗る前に枯死してしまう。
実際に行われた植林では事前調査が不十分で、植え付け後に放置されるケースが多く、その大半が枯死しているという研究結果がある。
そのため安易な植林はグリーンウォッシングとみなされる場合もある。

#### 植林方法
保全生態学の観点からは潜在的な（その場所のもともとの）植生や地理的な遺伝変異などを考慮した植林がなされるべきだが、現在一般的に行われている事例ではそうしたことを意識すらされていない場合も多い。
植林は一般的に挿し木で行われることが多いが、挿し木で植えるのではなく現地で採取した種から実生の苗を育て、混植・密植植樹方式で行うことで木の根は絡み合い土の流出を抑え根をしっかりと張り成長する。そのため災害に強い林が形成される。

### 発展途上国への支援
発展途上国での植林活動、森林を保全しつつ森林を活用したビジネスの提案、技術支援。人材育成、教育支援などを行い森林の重要性や持続性可能な森林の活用法を周知する。

### 経済的なアプローチ
支援の他に投資を活用して持続的な森林保全を目指す取り組みも存在する。例えば、2025年には新たにトロピカル・フォレスト・フォーエバー・ファシリティ（TFFF）という多国間投資基金が開始予定である。これは大規模な熱帯雨林を持つブラジルが提案したもので、投資から生まれた利益を森林保全を行う低所得国に分配することを目的としている。仕組みとしては、まず高所得国の政府または民間セクターがTFFFに預金し、TFFFはこの資金を高リターンが見込まれる投資先に分散的に再投資する。この投資によって生み出される利益は、まず預金した政府または民間セクターの固定金利の返済に充てられ、利益の余剰分が熱帯林保護をする低所得国に、熱帯林の面積及び熱帯林保護の実績に基づいて分配される。

### 木質燃料の削減
薪などの木質燃料の使用を削減し、よりクリーンな電源、燃料を開発する。アフリカ・ボツワナでは、国策として太陽光発電への移行を支援している。その一方で、こうした開発自体が森林破壊の一因になってしまうことも懸念されている。

### 違法木材の排除

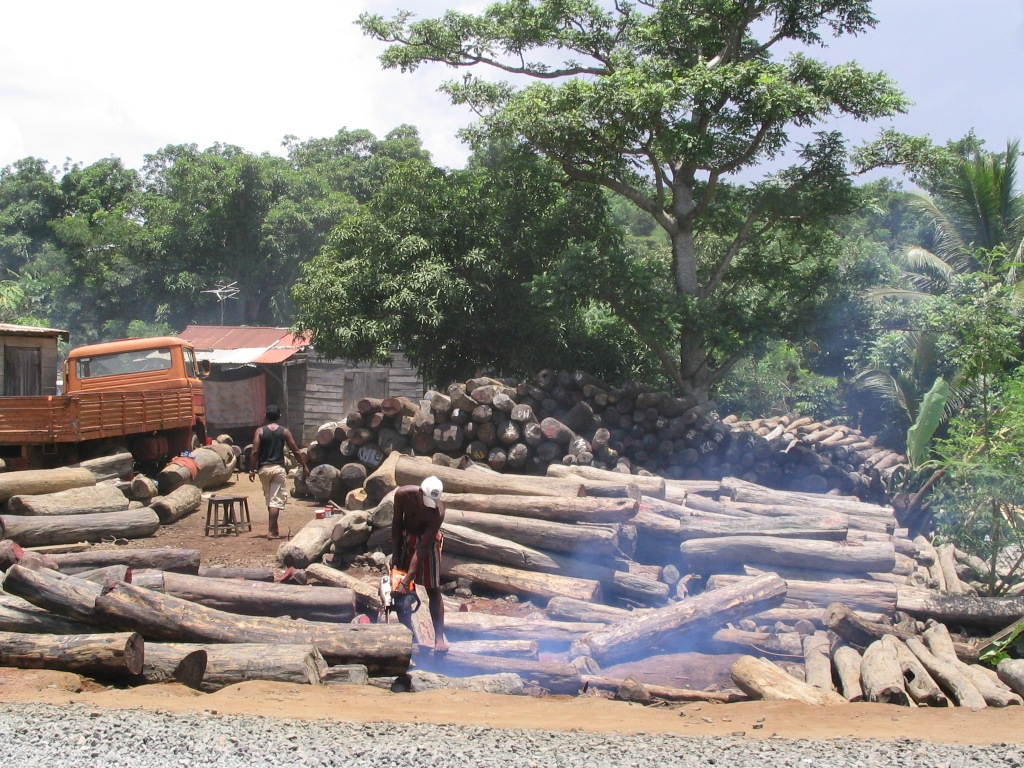
違法に製造されている丸太。マレーシア

違法伐採された木材を利用しない。合法で持続可能な森で伐採された木材を利用する。消費者は商品を選ぶ際に目安として、管理された森で合法的に伐採された木材を利用した製品に付けられる森林認証マークの付いた商品やエコマーク等の付いた環境に配慮された商品を選ぶとよい。

### 代替素材の使用
木材に替わる非木材を利用する。

#### 非木材パルプ（紙）
- 麻 - 森林破壊を食い止めるための有効な解決手段として、世界では麻（亜麻、ケナフなど）の栽培が注目されている。
  - メリット 麻は一般的に繊維の一つとして認識されているためあまり知られていないが、パルプ原料として栽培も収穫も非常に簡単で、木材はパルプの原料として栽培するために20年以上かかるが、麻は約100日で栽培でき毎年の収穫が可能である。麻が世界で栽培されるようになれば、今までの10分の1のコストで一本の木も切らずに全世界へパルプの供給ができるという試算もある。また、麻は落葉樹の3 - 4倍もの二酸化炭素を吸収するため、麻の栽培・収穫によるパルプの生産がそのまま地球温暖化の防止にもつながる利点がある。
  - デメリット 麻薬成分を含む大麻の場合、免許を得ずに所持・栽培を行うと大麻取締法で規制される。それに加え、麻は成長が速い分地中の栄養分を異常に早く吸収するので、土地の劣化が進み砂漠化という別の地球環境問題を引き起こす可能性が指摘されている。
- バガス - サトウキビの絞りカスであり、古くから紙の原料として使われている。環境面から見ても注目されている。
  - メリット 砂糖を作る時に出る廃棄物であり、資源の有効活用になる。現在生産されているだけでも年間約370万トン生産されている。
  - デメリット パルプ以外の用途もあり生産されるバガスを全てパルプとして使えるわけではない。
- ストーンペーパー - 石灰石から作る紙。
  - メリット 石灰石は地球上に多く存在する。生産に水をほとんど使わない。強度があり水に強い。
  - デメリット 添加物としてプラスチック樹脂が必要（バイオプラスチックなどを利用し解決する試みがある）。

### 代替肉
過剰な放牧と家畜の量を減らすために、肉の代わりの代替肉（プラントベースドミート）、代替卵、代替ミルク、培養肉などが注目されている。

### 企業とNGO、NPO等の連携
世界の森林の保全に貢献する企業と、海外で保全活動を行っているNGO、NPO等との連携を強化し、世界の森林の保全活動を促進する。

### 消費者への普及啓発
消費者に対して合法性、持続可能性が証明された木材製品の調達に取り組んでもらうために、各種啓発活動を行う。

### 流通の可視化
2022年9月、欧州議会は、企業に牛、ココア、コーヒー、パーム油、大豆、木材及び、これらを使って製造された製品が森林破壊された土地で生産されていないことを調査させる（いわゆる「デューディリジェンス」）を義務づける新法を採択し、同年12月に締結した。この法律により禁止されている国や商品はないが、原産地を追跡できない限り企業は EU で対象の製品を輸入販売できなくなる。

## データ
| 年        | 世界      | アフリカ | アジア  | ヨーロッパ | 北・中央アメリカ | オセアニア地域 | 南アメリカ |
| --------- | --------- | -------- | ------- | ---------- | ---------------- | -------------- | ---------- |
| 1990      | 4,236,433 | 742,801  | 585,393 | 994,319    | 755,279          | 184,974        | 973,666    |
| 2000      | 4,158,050 | 710,049  | 587,410 | 1,002,268  | 752,349          | 183,328        | 922,645    |
| 2010      | 4,106,317 | 676,015  | 610,960 | 1,013,982  | 754,190          | 181,015        | 870,154    |
| 2020      | 4,058,931 | 636,639  | 622,687 | 1,017,461  | 752,710          | 185,248        | 844,186    |
| 増減数    | △177,502  | △106,162 | +37,294 | +23,142    | △2,569           | +274           | △129,480   |
| 増減率(%) | △4.1      | △14.3    | +6.4    | +2.3       | △0.3             | +0.1           | △13.3      |

| 国名               | 陸地面積 (千ha) | 区分   | 1990       | 2000       | 2010       | 2019       | 2019          | 2019              | 2019            |
| 国名               | 陸地面積 (千ha) | 区分   | 面積(千ha) | 面積(千ha) | 面積(千ha) | 面積(千ha) | 陸地利用 割合 | 増減面積 1990年比 | 増減率 1990年比 |
| ------------------ | --------------- | ------ | ---------- | ---------- | ---------- | ---------- | ------------- | ----------------- | --------------- |
| ブラジル           | 835814          | 森林   | 588898     | 551089     | 511581     | 497799     | 59.56%        | -91100            | -15.47%         |
| ブラジル           | 835814          | 農地   | 56456      | 54870      | 61657      | 63518      | 7.6%          | 7062              | 12.51%          |
| ブラジル           | 835814          | 牧草地 | 178444     | 173454     | 170177     | 173361     | 20.74%        | -5083             | -2.85%          |
| アルゼンチン       | 273669          | 森林   | 35204      | 33378      | 30214      | 28681      | 10.48%        | -6523             | -18.53%         |
| アルゼンチン       | 273669          | 農地   | 27595      | 28640      | 39003      | 33701      | 12.31%        | 6106              | 22.13%          |
| アルゼンチン       | 273669          | 牧草地 | 99970      | 99870      | 87265      | 74681      | 27.29%        | -25289            | -25.3%          |
| インドネシア       | 187751          | 森林   | 118545     | 101280     | 99659      | 92739      | 49.39%        | -25806            | -21.77%         |
| インドネシア       | 187751          | 農地   | 31973      | 36000      | 44600      | 51300      | 27.32%        | 19327             | 60.45%          |
| インドネシア       | 187751          | 牧草地 | 13110      | 11177      | 11000      | 11000      | 5.86%         | -2110             | -16.09%         |
| ボリビア           | 108330          | 森林   | 57805      | 55101      | 53086      | 51034      | 47.11%        | -6771             | -11.71%         |
| ボリビア           | 108330          | 農地   | 2255       | 3312       | 4516       | 4787       | 4.42%         | 2532              | 112.28%         |
| ボリビア           | 108330          | 牧草地 | 33200      | 33831      | 33000      | 33000      | 30.46%        | -200              | -0.6%           |
| パプアニューギニア | 45286           | 森林   | 36400      | 36278      | 36179      | 35889      | 79.25%        | -510              | -1.4%           |
| パプアニューギニア | 45286           | 農地   | 742        | 825        | 1000       | 1000       | 2.21%         | 258               | 34.77%          |
| パプアニューギニア | 45286           | 牧草地 | 135        | 180        | 190        | 190        | 0.42%         | 55                | 40.74%          |
| パラグアイ         | 39730           | 森林   | 25546      | 22992      | 19570      | 16382      | 41.23%        | -9164             | -35.87%         |
| パラグアイ         | 39730           | 農地   | 2199       | 3110       | 4060       | 4824       | 12.14%        | 2625              | 119.37%         |
| パラグアイ         | 39730           | 牧草地 | 11985      | 13628      | 16100      | 17000      | 42.79%        | 5015              | 41.84%          |
| マレーシア         | 32855           | 森林   | 20619      | 19691      | 18948      | 19164      | 58.33%        | -1454             | -7.05%          |
| マレーシア         | 32855           | 農地   | 6481       | 6654       | 7104       | 8286       | 25.22%        | 1805              | 27.86%          |
| マレーシア         | 32855           | 牧草地 | 276        | 285        | 285        | 285        | 0.87%         | 9                 | 3.26%           |
| ニカラグア         | 12034           | 森林   | 6399       | 5399       | 4188       | 3508       | 29.15%        | -2892             | -45.19%         |
| ニカラグア         | 12034           | 農地   | 1495       | 2151       | 1826       | 1790       | 14.87%        | 295               | 19.73%          |
| ニカラグア         | 12034           | 牧草地 | 2530       | 2990       | 3200       | 3275       | 27.21%        | 745               | 29.45%          |